# Lista siturilor Natura 2000 din Franța
Lista siturilor Natura 2000 din Franța conține toate ariile naturale din această țară incluse în rețeaua europeană Natura 2000.
Această listă este generată cu date din Wikidata și este actualizată periodic de un robot.
 Editările făcute în listă vor fi șterse la următoarea actualizare!
| Imagine | Cod Natura 2000               | Articol |
| ------- | ----------------------------- | --- |
|         | FR1100795                     | Massif de Fontainebleau |
|         | FR1100797                     | Coteaux et boucles de la seine |
|         | FR1100799                     | Haute vallée de l'Essonne |
|         | FR1100800                     | Pelouses calcaires de la haute vallée de la Juine                                                                                       |
|         | FR1100801                     | Basse vallée du Loing |
|         | FR1100802                     | Pelouses calcaires du gâtinais |
|         | FR1100805                     | Marais des basses vallées de la Juine et de l'Essonne                                                                                   |
|         | FR1100806                     | Buttes gréseuses de l'Essonne |
|         | FR1100810                     | Champignonnières d'Etampes |
|         | FR1100812                     | L'Yerres de sa source a Chaumes-en-Brie                                                                                                 |
|         | FR1100814                     | Le Petit Morin de Verdelot à Saint-Cyr-sur-Morin                                                                                        |
|         | FR1100819                     | Bois de Vaires-sur-Marne |
|         | FR1102004                     | Rivière du dragon |
|         | FR1102005                     | Rivières du Loing et du Lunain |
|         | FR1102006                     | Bois des réserves, des usages et de Montgé                                                                                              |
|         | FR1102009                     | Sites à chiroptères de Darvault, Mocpoix et Saint-Nicolas                                                                               |
|         | FR1102014                     | Vallée de l'Epte francilienne et ses affluents                                                                                          |
|         | FR1102015                     | Sites chiroptères du Vexin français |
|         | FR1110102                     | Marais d'Itteville et de Fontenay-le-Vicomte                                                                                            |
|         | FR1112002                     | Bassée et plaines adjacentes |
|         | FR1112012                     | Boucles de Moisson, de Guernes et de Rosny                                                                                              |
|         | FR1112013                     | Sites de Seine-Saint-Denis |
|         | FR2100246                     | Pelouses, rochers et buxaie de la pointe de Givet                                                                                       |
|         | FR2100247                     | Pelouses et fruticées de la région de Joinville                                                                                         |
|         | FR2100248                     | Rebord du plateau de Langres à Cohons et Chalindrey                                                                                     |
|         | FR2100249                     | Pelouses et fruticées de la Côte oxfordienne de Bologne à Latrecey                                                                      |
|         | FR2100250                     | Pelouse des sources de la Suize a Courcelles-en-Montagne                                                                                |
|         | FR2100251                     | Pelouses et forêts du Barséquanais |
|         | FR2100253                     | Pelouse des brebis à Brienne-la-vieille                                                                                                 |
|         | FR2100255                     | Savart de la Tommelle à Marigny |
|         | FR2100256                     | Savart du camp militaire de Moronvilliers                                                                                               |
|         | FR2100257                     | Savart du camp militaire de Mailly-le-Camp                                                                                              |
|         | FR2100258                     | Savart du camp militaire de Mourmelon                                                                                                   |
|         | FR2100259                     | Savart du camp militaire de Suippes |
|         | FR2100260                     | Pelouses du Sud-Est haut-marnais |
|         | FR2100261                     | Pelouses submontagnardes du plateau de Langres                                                                                          |
|         | FR2100262                     | Pelouses de la barbarie à Savigny-sur-Ardres                                                                                            |
|         | FR2100263                     | Pelouse de la côte de Chaumont à Brottes                                                                                                |
|         | FR2100264                     | Pelouses, rochers, bois, prairies de la vallée de la Marne à Poulangy-Marnay                                                            |
|         | FR2100265                     | Buxaie de Condes-Brethenay |
|         | FR2100267                     | Landes et mares de Mesnil-sur-Oger et d'Oger                                                                                            |
|         | FR2100268                     | Landes et mares de sezanne et de vindey                                                                                                 |
|         | FR2100270                     | Rièzes du plateau de Rocroi |
|         | FR2100271                     | Pâtis de Damery |
|         | FR2100273                     | Tourbières du plateau ardennais |
|         | FR2100274                     | Marais et pelouses du tertiaire au nord de Reims                                                                                        |
|         | FR2100275                     | Marais tourbeux du plateau de Langres (secteur Sud-Ouest)                                                                               |
|         | FR2100276                     | Marais tufeux du plateau de Langres (secteur Sud-Est)                                                                                   |
|         | FR2100277                     | Marais tufeux du plateau de Langres (secteur Nord)                                                                                      |
|         | FR2100281                     | Marais de Villechétif |
|         | FR2100282                     | Marais de la Vanne a Villemaur |
|         | FR2100283                     | Le Marais de Saint-Gond |
|         | FR2100284                     | Marais de la Vesle en amont de Reims |
|         | FR2100285                     | Marais de la Superbe |
|         | FR2100287                     | Marais de Germont-Buzancy |
|         | FR2100288                     | Prairies d'Autry |
|         | FR2100290                     | Prairies de Courteranges |
|         | FR2100291                     | Vallée du Rognon, de Doulaincourt à la confluence avec la Marne                                                                         |
|         | FR2100292                     | Vallée de l'Aube, d'Auberive à Dancevoir                                                                                                |
|         | FR2100293                     | Vallée de l'Aujon, de Chameroy a Arc-en-Barrois                                                                                         |
|         | FR2100295                     | Prairies de la Voire et de l'Héronne |
|         | FR2100296                     | Prairies, Marais et bois alluviaux de la Bassée                                                                                         |
|         | FR2100297                     | Prairies et bois alluviaux de la basse vallée alluviale de l'Aube                                                                       |
|         | FR2100298                     | Prairies de la vallée de l'Aisne |
|         | FR2100299                     | Forêts de la vallée de la Semoy a Thilay et Hautes-rivières                                                                             |
|         | FR2100300                     | Massif de Signy-l'Abbaye |
|         | FR2100301                     | Forêt du Mont-Dieu |
|         | FR2100302                     | Vallée boisée de la Houille |
|         | FR2100308                     | Garenne de la Perthe |
|         | FR2100309                     | Forêts et clairières des bas-bois |
|         | FR2100310                     | Bois d'Humegnil-Epothemont |
|         | FR2100311                     | Camp militaire du bois d'Ajou |
|         | FR2100312                     | Massif forestier de la Montagne de Reims (versant sud) et étangs associés                                                               |
|         | FR2100314                     | Massif forestier d'Epernay et étangs associés                                                                                           |
|         | FR2100317                     | Forêt de Doulaincourt |
|         | FR2100318                     | Bois de Villiers-sur-Marne, Buxières-les-Froncles, Froncles et Vouécourt                                                                |
|         | FR2100319                     | Vallées du Rognon et de la Sueurre et massif forestier de la Crête et d'Ecot la Combe                                                   |
|         | FR2100320                     | Forêt d'Harreville-les-Chanteurs |
|         | FR2100322                     | Val de la Joux et la Vouette à Roches-sur-Rognon                                                                                        |
|         | FR2100323                     | Le cul du Cerf à Orquevaux |
|         | FR2100324                     | Les Gorges de la Vingeanne |
|         | FR2100325                     | Bois de la Côte à Nogent-en-Bassigny |
|         | FR2100326                     | Bois de la Voivre à Marault |
|         | FR2100329                     | Vallon de Senance à Courcelles-en-Montagne et Noidant-le-Rocheux                                                                        |
|         | FR2100330                     | Bois de Serqueux |
|         | FR2100331                     | Étangs de Bairon |
|         | FR2100333                     | Étangs latéraux du Der |
|         | FR2100334                     | Réservoir de la Marne dit du Der-Chantecoq                                                                                              |
|         | FR2100335                     | Étangs de Belval, d'Etoges et de la Grande Rouillie                                                                                     |
|         | FR2100336                     | Grotte de Coublanc |
|         | FR2100337                     | Ouvrages militaires de la région de Langres                                                                                             |
|         | FR2100339                     | Carrières souterraines d'Arsonval |
|         | FR2100340                     | Carrières souterraines de Vertus |
|         | FR2100343                     | Site à chiroptères de la vallée de la Bar                                                                                               |
|         | FR2100344                     | Ruisseaux de Vaux-la-Douce et des Bruyères                                                                                              |
|         | FR2100345                     | Ruisseaux de Pressigny et de la Ferme d'Aillaux                                                                                         |
|         | FR2102001                     | Anciennes carrières souterraines de Chevillon et Fontaines sur Marne                                                                    |
|         | FR2102002                     | Site à chiroptères de la Vallée de l'Aujon                                                                                              |
|         | FR2102003                     | Carrières souterraines de Chaumont-Choignes                                                                                             |
|         | FR2110001                     | Lacs de la forêt d'Orient |
|         | FR2112001                     | Herbages et cultures des vallées de la Voire, de l'Héronne et de la Laines                                                              |
|         | FR2112002                     | Herbages et cultures autour du lac du Der                                                                                               |
|         | FR2112003                     | Étangs de Belval et d'Etoges |
|         | FR2112004                     | Confluence des vallées de la Meuse et de la Chiers                                                                                      |
|         | FR2112005                     | Vallée de l'Aisne en aval de Château Porcien                                                                                            |
|         | FR2112006                     | Confluence des vallées de l'Aisne et de l'Aire                                                                                          |
|         | FR2112008                     | Vallée de l'Aisne à Mouron |
|         | FR2112009                     | Étangs d'Argonne |
|         | FR2112010                     | Barrois et forêt de Clairvaux |
|         | FR2112012                     | Marigny, Superbe, vallée de l'Aube |
|         | FR2112013                     | Plateau ardennais |
|         | FR2200346                     | Estuaires et littoral picards (baies de Somme et d'Authie)                                                                              |
|         | FR2200347 FR2212003           | Marais arrière-littoraux picards |
|         | FR2200348                     | Vallée de l'Authie |
|         | FR2200349                     | Massif forestier de Crécy-en-Ponthieu                                                                                                   |
|         | FR2200350                     | Massif forestier de Lucheux |
|         | FR2200352                     | Réseau de coteaux calcaires du Ponthieu oriental                                                                                        |
|         | FR2200353                     | Réseau de coteaux calcaires du Ponthieu méridional                                                                                      |
|         | FR2200354                     | Marais et monts de Mareuil-Caubert |
|         | FR2200355                     | Basse vallée de la Somme de Pont-Rémy à Breilly                                                                                         |
|         | FR2200356                     | Marais de la moyenne Somme entre Amiens et Corbie                                                                                       |
|         | FR2200357                     | Moyenne vallée de la Somme |
|         | FR2200359                     | Tourbières et marais de l'Avre |
|         | FR2200362                     | Réseau de coteaux et vallée du bassin de la Selle                                                                                       |
|         | FR2200363                     | Vallée de la Bresle |
|         | FR2200369                     | Réseau de coteaux crayeux du bassin de l'Oise aval (Beauvaisis)                                                                         |
|         | FR2200371                     | Cuesta du Bray |
|         | FR2200372                     | Massif forestier du Haut Bray de l'Oise                                                                                                 |
|         | FR2200373                     | Landes et forêts humides du Bas Bray de l'Oise                                                                                          |
|         | FR2200376                     | Cavité de Larris Millet à Saint-Martin-le-Nœud                                                                                          |
|         | FR2200377                     | Massif forestier de Hez-Froidmont et Mont César                                                                                         |
|         | FR2200378                     | Marais de Sacy-le-Grand |
|         | FR2200379                     | Coteaux de l'Oise autour de Creil |
|         | FR2200380                     | Massifs forestiers d'Halatte, de Chantilly et d'Ermenonville                                                                            |
|         | FR2200382                     | Massif forestier de Compiègne |
|         | FR2200383                     | Prairies alluviales de l'Oise de la Fère à Sempigny                                                                                     |
|         | FR2200386                     | Massif forestier d'Hirson |
|         | FR2200387                     | Massif forestier du Regnaval |
|         | FR2200388                     | Bocage du Franc Bertin |
|         | FR2200390 FR2212006           | Marais de la Souche |
|         | FR2200391                     | Landes de Versigny |
|         | FR2200392                     | Massif forestier de Saint-Gobain |
|         | FR2200395                     | Collines du Laonnois oriental |
|         | FR2200396                     | Tourbière et coteaux de Cessières Montbavin                                                                                             |
|         | FR2200398                     | Massif forestier de Retz |
|         | FR2200399                     | Coteaux calcaires du Tardenois et du Valois                                                                                             |
|         | FR2200401                     | Domaine de Verdilly |
|         | FR2200566                     | Coteaux de la vallée de l'Automne |
|         | FR2210026                     | Marais d'Isle |
|         | FR2210068                     | Estuaires picards : Baie de Somme et d'Authie                                                                                           |
|         | FR2210104                     | Moyenne vallée de l'Oise |
|         | FR2212001                     | Forêts picardes : Compiègne, Laigue, Ourscamps                                                                                          |
|         | FR2212002                     | Forêts picardes : massif de Saint-Gobain                                                                                                |
|         | FR2212004                     | Forêts de Thiérache : Hirson et Saint-Michel                                                                                            |
|         | FR2212005                     | Forêts picardes : massif des trois forêts et bois du Roi                                                                                |
|         | FR2212007                     | Étangs et marais du bassin de la Somme                                                                                                  |
|         | FR2300122                     | Marais Vernier, Risle Maritime |
|         | FR2300123                     | Boucles de la Seine Aval |
|         | FR2300124                     | Boucles de la Seine Amont, Coteaux de Saint-Adrien                                                                                      |
|         | FR2300126                     | Boucles de la Seine Amont d'Amfreville à Gaillon                                                                                        |
|         | FR2300131                     | Pays de Bray humide |
|         | FR2300132                     | Bassin de l'Arques |
|         | FR2300133                     | Pays de Bray – Cuestas Nord et Sud |
|         | FR2300136                     | La forêt d'Eu et les pelouses adjacentes                                                                                                |
|         | FR2300137                     | L'Yères |
|         | FR2300139                     | Littoral Cauchois |
|         | FR2300147                     | Val Eglantier |
|         | FR2300150                     | Risle, Guiel, Charentonne |
|         | FR2300152                     | Vallée de l'Epte |
|         | FR2302001                     | réseau de cavités du nord-ouest de la Seine-Maritime                                                                                    |
|         | FR2302004                     | les cavités de Beaumont-le-Roger |
|         | FR2302005                     | L'Abbaye de Jumièges |
|         | FR2302006                     | Iles et berges de la Seine en Seine-Maritime                                                                                            |
|         | FR2302007                     | Iles et berges de la Seine dans l'Eure                                                                                                  |
|         | FR2302009                     | Le Haut Bassin de la Calonne |
|         | FR2302010                     | La Vallée de l'Iton au lieu-dit Le Hom                                                                                                  |
|         | FR2302011                     | Les cavités de Tillières-sur-Avre |
|         | FR2302012                     | Les étangs et mares des forêts de Breteuil et Conches                                                                                   |
|         | FR2310044                     | Estuaire et marais de la Basse Seine |
|         | FR2310045                     | Littoral seino-marin |
|         | FR2312003                     | Terrasses alluviales de la Seine |
|         | FR2400516                     | Carrières de Bourges |
|         | FR2400517                     | Coteaux Calcaires du Sancerrois |
|         | FR2400518                     | Massifs forestiers et rivières du Pays-Fort                                                                                             |
|         | FR2400519                     | Haute vallée de l'Arnon et petits affluents                                                                                             |
|         | FR2400520                     | Coteaux, bois et marais calcaires de la Champagne Berrichonne                                                                           |
|         | FR2400521                     | Basse vallée de l'Arnon |
|         | FR2400523                     | Vallée de l'Essonne et vallons voisins                                                                                                  |
|         | FR2400524                     | Forêt d'Orléans et périphérie |
|         | FR2400525                     | Marais de Bordeaux et Mignerette |
|         | FR2400526                     | Lande à genévriers de Nogent-sur-Vernisson                                                                                              |
|         | FR2400527                     | Étangs de la Puisaye |
|         | FR2400528                     | Vallée de la Loire de Tavers à Belleville-sur-Loire                                                                                     |
|         | FR2400530                     | Coteaux calcaires ligériens entre Ouzouer-sur-Loire et Briare                                                                           |
|         | FR2400531                     | Îlots de marais et coteaux calcaires au Nord-Ouest de la Champagne Berrichonne                                                          |
|         | FR2400533                     | Site à chauves-souris de Valencay-Lye                                                                                                   |
|         | FR2400534                     | Grande Brenne |
|         | FR2400535                     | Vallée de l'Anglin et affluents |
|         | FR2400536                     | Vallée de la Creuse et affluents |
|         | FR2400537                     | Vallée de l'Indre |
|         | FR2400540                     | Les puys du Chinonais |
|         | FR2400541                     | Complexe forestier de Chinon, landes du Ruchard                                                                                         |
|         | FR2400548                     | La Loire de Candes Saint Martin à Mosnes                                                                                                |
|         | FR2400551                     | Cuesta cénomanienne du Perche d'Eure-et-Loir                                                                                            |
|         | FR2400552                     | Vallée de l'Eure de Maintenon à Anet et vallons affluents                                                                               |
|         | FR2400553                     | Vallée du Loir et affluents aux environs de Châteaudun                                                                                  |
|         | FR2400556                     | Nord-ouest Sologne |
|         | FR2400559                     | Bois de Sudais |
|         | FR2400561                     | Vallée du Cher et coteaux, forêt de Grosbois                                                                                            |
|         | FR2400562                     | Vallée de la Cisse en amont de Saint-Lubin                                                                                              |
|         | FR2400565                     | Vallée de la Loire de Mosnes à Tavers                                                                                                   |
|         | FR2402002                     | Site à chauves-souris de Charly |
|         | FR2402003                     | Site à chauves-souris de La Guerche-sur-l'Aubois                                                                                        |
|         | FR2400564                     | Coteaux calcaires riches en chiroptères des environs de Montoire-sur-le-Loir                                                            |
|         | FR2402004                     | Site à chauves-souris de Chârost |
|         | FR2402005                     | Site à chauves-souris de Vignoux-sur-Barangeon                                                                                          |
|         | FR2402006                     | Sites à chauves-souris de l'est du Loiret                                                                                               |
|         | FR2402007                     | Complexe du Changeon et de la Roumer |
|         | FR2410001                     | Vallée de la Loire du Loir-et-Cher |
|         | FR2410002                     | Beauce et vallée de la Conie |
|         | FR2410003                     | Brenne |
|         | FR2410004                     | Vallée de l'Yèvre |
|         | FR2410011                     | Basses vallées de la Vienne et de l'Indre                                                                                               |
|         | FR2410012                     | Vallée de la Loire d'Indre-et-Loire |
|         | FR2410013                     | Étangs de Sologne |
|         | FR2410016                     | Lac de Rillé et forêts voisines d'Anjou et de Touraine                                                                                  |
|         | FR2410017                     | Vallée de la Loire du Loiret |
|         | FR2410022                     | Champeigne |
|         | FR2410023                     | Plateau de Chabris / La Chapelle - Montmartin                                                                                           |
|         | FR2500076                     | Landes du Tertre Bizet et Fosse Arthour                                                                                                 |
|         | FR2500080                     | Littoral Ouest du Cotentin de Bréhal à Pirou                                                                                            |
|         | FR2500081                     | Havre de Saint-Germain-sur-Ay et Landes de Lessay                                                                                       |
|         | FR2500082                     | Littoral ouest du Cotentin de Saint-Germain-sur-Ay au Rozel                                                                             |
|         | FR2500083                     | Massif dunaire de Héauville à Vauville                                                                                                  |
|         | FR2500084                     | Récifs et landes de la Hague |
|         | FR2500085                     | Récifs et marais arrière-littoraux du Cap Lévi à la Pointe de Saire                                                                     |
|         | FR2500086                     | Tatihou - Saint-Vaast-la-Hougue |
|         | FR2500088                     | Marais du Cotentin et du Bessin - Baie des Veys                                                                                         |
|         | FR2500090                     | Marais arrière-littoraux du Bessin |
|         | FR2500091                     | Vallée de l'Orne et ses affluents |
|         | FR2500094                     | Marais alcalin de Chicheboville-Bellengreville                                                                                          |
|         | FR2500096                     | Monts d'Eraines |
|         | FR2500099                     | Haute vallée de l'Orne et affluents |
|         | FR2500100                     | Sites d'Ecouves |
|         | FR2500103                     | Haute Vallée de la Touques et affluents                                                                                                 |
|         | FR2500106                     | Forets, etangs et tourbieres du Haut-Perche                                                                                             |
|         | FR2500107                     | Haute Vallée de la Sarthe |
|         | FR2500108                     | Bois et coteaux a l'ouest de Mortagne-au-Perche                                                                                         |
|         | FR2500109                     | Bois et coteaux calcaires sous Belleme                                                                                                  |
|         | FR2500110                     | Vallée de la Sée |
|         | FR2500113                     | Bassin de l'Airou |
|         | FR2500117                     | Bassin de la Souleuvre |
|         | FR2500118                     | Bassin de la Druance |
|         | FR2500119                     | Bassin de l'Andainette |
|         | FR2502001                     | Hêtraie de Cerisy |
|         | FR2502003                     | Carrière de la Mansonnière |
|         | FR2502004                     | Anciennes carrières de la vallée de la Mue                                                                                              |
|         | FR2502005                     | Anciennes carrières de Beaufour-Druval                                                                                                  |
|         | FR2502006                     | Ancienne carrière de la Cressonnière |
|         | FR2502007                     | Anciennes carrières d'Orbec |
|         | FR2502008                     | Ancienne champignonnière des Petites Hayes                                                                                              |
|         | FR2502009                     | Anciennes mines de Barenton et de Bion                                                                                                  |
|         | FR2502010                     | Anciennes carrières souterraines d'Habloville                                                                                           |
|         | FR2502011                     | Combles de la chapelle de l'Oratoire de Passais                                                                                         |
|         | FR2502012                     | Coteaux calcaires et anciennes carrières de La Meauffe, Cavigny et Airel                                                                |
|         | FR2502013                     | Anciennes carrières souterraines de Saint-Pierre-Canivet et d'Aubigny                                                                   |
|         | FR2502014                     | Bocages et vergers du sud Pays d'Auge                                                                                                   |
|         | FR2502015                     | Vallée du Sarthon et affluents |
|         | FR2502016                     | Combles de l'église de Burcy |
|         | FR2502017                     | Combles de l'église d'Amayé-sur-Orne |
|         | FR2502018                     | Banc et récifs de Surtainville |
|         | FR2502020 FR2510047           | Baie de Seine occidentale |
|         | FR2502021                     | Baie de Seine orientale |
|         | FR2502022                     | Nord Bretagne DH |
|         | FR2510046                     | Basses Vallées du Cotentin et Baie des Veys                                                                                             |
|         | FR2510059                     | Estuaire de l'Orne |
|         | FR2510099                     | Falaise du Bessin Occidental |
|         | FR2512001                     | Littoral augeron |
|         | FR2512002                     | Landes et dunes de la Hague |
|         | FR2512003                     | Havre de la Sienne |
|         | FR2512004                     | Forêts et étangs du Perche |
|         | FR2512005                     | Nord Bretagne DO |
|         | FR2600956                     | Combes de la Côte dijonnaise |
|         | FR2600957                     | Montagne côte d'orienne |
|         | FR2600965                     | Vallées de la Loire et de l'Allier entre Cher et Nièvre                                                                                 |
|         | FR2600966                     | Val de Loire nivernais |
|         | FR2600970                     | Pelouses calcicoles et falaises des environs de Clamecy                                                                                 |
|         | FR2600971                     | Côte châlonnaise |
|         | FR2600973                     | Les habitats naturels de l'arrière côte de Beaune                                                                                       |
|         | FR2600975                     | Cavités à chauves-souris en Bourgogne                                                                                                   |
|         | FR2600990                     | Landes et tourbière du bois de la Biche                                                                                                 |
|         | FR2600974                     | Pelouses, forêts et habitats à chauve-souris du sud de la vallée de l'Yonne et de ses affluents                                         |
|         | FR2600976                     | Prairies et forêts inondables du Val de Saône entre Chalon et Tournus et de la basse vallée de la Grosne                                |
|         | FR2600979                     | Dunes continentales, tourbière de la Truchère et prairies de la Basse Seille                                                            |
|         | FR2600980                     | Prairies, bocage, milieux tourbeux et landes sèches de la vallée de la Belaine                                                          |
|         | FR2600981                     | Prairies inondables de la basse vallée du Doubs jusqu'à l'amont de Navilly                                                              |
|         | FR2600987                     | Milieux humides, forêts, pelouses et habitats à Chauves-souris du Morvan                                                                |
|         | FR2600993                     | Étangs à Cistude d'Europe du Charolais                                                                                                  |
|         | FR2600994                     | Complexe des étangs du Bazois |
|         | FR2600996                     | Marais alcalin et prairies humides de Baon                                                                                              |
|         | FR2600998                     | Vallon de Canada et barrage du Pont du Roi                                                                                              |
|         | FR2601004                     | Eboulis calcaires de la vallée de l'Armançon                                                                                            |
|         | FR2601005                     | Pelouses à orchidées et habitats à chauve-souris des vallées de l'Yonne et de la Vanne                                                  |
|         | FR2601008                     | Landes sèches et milieux tourbeux du bois du Breuil                                                                                     |
|         | FR2601011                     | Milieux humides et habitats à Chauves-souris de Puisaye-Forterre                                                                        |
|         | FR2601012                     | Gîtes et habitats à chauves-souris en Bourgogne                                                                                         |
|         | FR2601013                     | Forêt de Cîteaux et environs |
|         | FR2601014                     | Bocages, forêts et milieux humides des Amognes et du bassin de la Machine                                                               |
|         | FR2601015                     | Bocage, forêts et milieux humides du Sud Morvan                                                                                         |
|         | FR3100484                     | Pelouses et bois neutrocalcicoles de la cuesta sud du Boulonnais                                                                        |
|         | FR3100488                     | Coteau de la Montagne d'Acquin et pelouses du Val de Lumbres                                                                            |
|         | FR2601016                     | Bocage, forêts et milieux humides du bassin de la Grosne et du Clunisois                                                                |
|         | FR2601017                     | Val de Loire bocager |
|         | FR2610006                     | Basse vallée de la Seille |
|         | FR2612003                     | Massifs forestiers et vallées du châtillonnais                                                                                          |
|         | FR2612005                     | Basse vallée du Doubs et étangs associés                                                                                                |
|         | FR2612006                     | Prairies alluviales et milieux associés de Saône-et-Loire                                                                               |
|         | FR2612007                     | Forêt de Citeaux et environs |
|         | FR2612008                     | Étang de Galetas |
|         | FR2612009                     | Bocage, forêts et milieux humides des Amognes et du bassin de la Machine                                                                |
|         | FR3100474                     | Dunes de la plaine maritime flamande |
|         | FR3100475                     | Dunes flandriennes décalcifiées de Ghyvelde                                                                                             |
|         | FR3100477                     | Falaises et pelouses du Cap Blanc Nez, du Mont d'Hubert, des Noires Mottes, du Fond de la Forge et du Mont de Couple                    |
|         | FR3100478                     | Falaises du Cran aux Oeufs et du Cap Gris-Nez, Dunes du Chatelet, Marais de Tardinghen et Dunes de Wissant                              |
|         | FR3100479                     | Falaises et dunes de Wimereux, estuaire de la Slack, Garennes et Communaux d'Ambleteuse-Audresselles                                    |
|         | FR3100481                     | Dunes et marais arrière-littoraux de la plaine maritime picarde                                                                         |
|         | FR3100482                     | Dunes de l'Authie et Mollières de Berck                                                                                                 |
|         | FR3100483                     | Coteau de Dannes et de Camiers |
|         | FR3100480                     | Estuaire de la Canche, dunes picardes plaquées sur l'ancienne falaise, forêt d'Hardelot et falaise d'Equihen                            |
|         | FR3100485                     | Pelouses et bois neutrocalcicoles des cuestas du Boulonnais et du Pays de Licques et forêt de Guines                                    |
|         | FR3100487                     | Pelouses, bois acides à neutrocalcicoles, landes nord-atlantiques du plateau d'Helfaut et système alluvial de la moyenne vallée de l'Aa |
|         | FR3100489                     | Pelouses, bois, forêts neutrocalcicoles et système alluvial de la moyenne vallée de l'Authie                                            |
|         | FR3100491                     | Landes, mares et bois acides du Plateau de Sorrus Saint Josse, prairies alluviales et bois tourbeux en aval de Montreuil                |
|         | FR3100492                     | Prairies et marais tourbeux de la basse vallée de l'Authie                                                                              |
|         | FR3100494                     | Prairies et marais tourbeux de Guines                                                                                                   |
|         | FR3100495                     | Prairies, marais tourbeux, forêts et bois de la cuvette audomaroise et de ses versants                                                  |
|         | FR3100498                     | Forêt de Tournehem et pelouses de la cuesta du pays de Licques                                                                          |
|         | FR3100499                     | Forêts de Desvres et de Boulogne et bocage prairial humide du Bas-Boulonnais                                                            |
|         | FR3100504                     | Pelouses métallicoles de la plaine de la Scarpe                                                                                         |
|         | FR3100505                     | Pelouses métallicoles de Mortagne du Nord                                                                                               |
|         | FR3100506                     | Bois de Flines-les-Raches et système alluvial du courant des Vanneaux                                                                   |
|         | FR3100507                     | Forêts de Raismes / Saint Amand / Wallers et Marchiennes et plaine alluviale de la Scarpe                                               |
|         | FR3100509                     | Forêts de Mormal et de Bois l'Evêque, Bois de la Lanière et Plaine alluviale de la Sambre                                               |
|         | FR3100511                     | Forêts, bois, étangs et bocage herbager de la Fagne et du plateau d'Anor                                                                |
|         | FR3100512                     | Hautes Vallées de la Solre, de la Thure, de la Hante et leurs versants boisés et bocagers                                               |
|         | FR3102001                     | Marais de la grenouillère |
|         | FR4100185                     | Forêt domaniale de Beaulieu |
|         | FR4100188                     | Vallons de Gorze et grotte de Robert Fey                                                                                                |
|         | FR4100189                     | Forêt humide de la Reine et Catena de Rangeval                                                                                          |
|         | FR3102002 FR3112006           | Bancs des Flandres |
|         | FR3102003                     | Récifs Gris-Nez Blanc-Nez |
|         | FR3102004                     | Ridens et dunes hydrauliques du détroit du Pas-de-Calais                                                                                |
|         | FR3102005                     | Baie de Canche et couloir des trois estuaires                                                                                           |
|         | FR3102006                     | Vallée de la Sambre |
|         | FR3102007                     | Le Marais de Villiers |
|         | FR3110038                     | Estuaire de la Canche |
|         | FR3110039                     | Platier d'Oye |
|         | FR3110083                     | Marais de Balançon |
|         | FR3112001                     | Forêt, bocage, étangs de Thiérache |
|         | FR3112002                     | Les "Cinq Tailles" |
|         | FR3112004                     | Dunes de Merlimont |
|         | FR3112005                     | Vallée de la Scarpe et de l'Escaut |
|         | FR4100153                     | Pelouses et vallons forestiers de Chauvoncourt                                                                                          |
|         | FR4100154                     | Pelouses, forêt et fort de Pagny-la-Blanche-Côte                                                                                        |
|         | FR4100156                     | Marais de Chaumont devant Damvillers |
|         | FR4100155                     | Pelouses et milieux cavernicoles de la vallée de la Chiers et de l'Othain, fort du Chenois, buxaie de Montmédy                          |
|         | FR4100159                     | Pelouses du pays Messin |
|         | FR4100161                     | Pelouses et vallons forestiers du Rupt de Mad                                                                                           |
|         | FR4100162                     | Pelouses d'Allamps et zones humides avoisinantes                                                                                        |
|         | FR4100163                     | Pelouses du Toulois |
|         | FR4100164                     | Pelouses de Lorry-Mardigny et Vittonville                                                                                               |
|         | FR4100165                     | Pelouses de Sivry-la-Perche et Nixeville                                                                                                |
|         | FR4100166                     | Hauts de Meuse |
|         | FR4100167                     | Pelouses et rochers du pays de Sierck                                                                                                   |
|         | FR4100168                     | Pelouses à Obergailbach |
|         | FR4100169                     | Côte de Delme et anciennes carrières de Tincry                                                                                          |
|         | FR4100170                     | Carrières souterraines et pelouses de Klang - gîtes à chiroptères                                                                       |
|         | FR4100171                     | Corridor de la Meuse |
|         | FR4100172                     | Mines du Warndt |
|         | FR4100175                     | Mines de Mairelles, de Château Lambert, réseau Jean Antoine, secteur le Thillot                                                         |
|         | FR4100177                     | Gîtes à chiroptères de la Colline inspirée - Erablières, pelouses, église et château de Vandeleville                                    |
|         | FR4100178                     | Vallée de la Moselle du fond de Monvaux au vallon de la Deuille, ancienne poudrière de Bois sous Roche                                  |
|         | FR4100179                     | Bois du Feing |
|         | FR4100180                     | Bois de Demange, Saint-Joire |
|         | FR4100181                     | Forêts de la vallée de la Méholle |
|         | FR4100182                     | Forêts de Gondrecourt-le-Château |
|         | FR4100183                     | Forêts des Argonnelles |
|         | FR4100190                     | Forêts et étangs du Bambois |
|         | FR4100191                     | Milieux forestiers et prairies humides des vallées du Mouzon et de l'Anger                                                              |
|         | FR4100192                     | Forêt et étang de Parroy, vallée de la Vezouze et fort de Manonviller                                                                   |
|         | FR4100193 FR4112007           | Crêtes des Vosges mosellanes |
|         | FR4100194                     | Forêt domaniale de Gérardmer ouest (La Morte Femme, Faignes de Noir Rupt)                                                               |
|         | FR4100197                     | Massif de Vologne |
|         | FR4100198                     | Massif de Haute Meurthe, défilé de Straiture                                                                                            |
|         | FR4100199                     | Massif de Saint Maurice et Bussang |
|         | FR4100201 FR4112010           | Hêtraie sapinière de Bousson et Grandcheneau                                                                                            |
|         | FR4100202                     | Massif forestier de Longegoutte |
|         | FR4100203                     | Chaumes du Hohneck, Kastelberg, Rainkopf, et Charlemagne                                                                                |
|         | FR4100205                     | Tourbière de Lispach |
|         | FR4100206                     | Tourbière de Machais et cirque de Blanchemer                                                                                            |
|         | FR4100207                     | Etang et tourbière de la Demoiselle |
|         | FR4100208                     | Cours d'eau, tourbières, rochers et forêts des Vosges du nord et souterrain de Ramstein                                                 |
|         | FR4100209                     | Tourbière du Champâtre |
|         | FR4100210                     | Tourbière de Jemnaufaing |
|         | FR4100211                     | Tourbière de la Bouyère |
|         | FR4100212                     | Landes et tourbières du camp militaire de Bitche                                                                                        |
|         | FR4100213                     | Vallon de Halling |
|         | FR4100214                     | Marais de Vittoncourt |
|         | FR4100215                     | Marais d'Ippling |
|         | FR4100216 FR4110061           | Marais de Pagny-sur-Meuse |
|         | FR4100219                     | Complexe de l'étang de Lindre, forêt de Romersberg et zones voisines                                                                    |
|         | FR4100220                     | Etang et forêt de Mittersheim, cornée de Ketzing                                                                                        |
|         | FR4100222 FR4110007           | Lac de Madine et étangs de Pannes |
|         | FR4100227                     | Vallée de la Moselle (secteur Chatel-Tonnoy)                                                                                            |
|         | FR4100228                     | Confluence Moselle - Moselotte |
|         | FR4100230                     | Vallée de la Saônelle |
|         | FR4100231                     | Secteurs halophiles et prairies humides de la vallée de la Nied                                                                         |
|         | FR4100232                     | Vallée de la Seille (secteur amont et petite Seille)                                                                                    |
|         | FR4100233                     | Vallée du Madon (secteur Haroué / Pont-Saint-Vincent), du Brenon et carrières de Xeuilley                                               |
|         | FR4100234                     | Vallée de la Meuse (secteur de Stenay)                                                                                                  |
|         | FR4100236                     | Vallée de la Meuse (secteur Sorcy Saint-Martin)                                                                                         |
|         | FR4100238                     | Vallée de la Meurthe de la Voivre à Saint-Clément et tourbière de la Basse Saint-Jean                                                   |
|         | FR4100239                     | Vallée de la Meurthe du Collet de la Schlucht au Rudlin                                                                                 |
|         | FR4100240                     | Vallée de l'Esch de Ansauville à Jezainville                                                                                            |
|         | FR4100241                     | Vallée de la Nied Réunie |
|         | FR4100243                     | Ruisseau et tourbière de Belbriette |
|         | FR4100245                     | Gîtes chiroptères autour d'Epinal |
|         | FR4100246                     | Gîtes à chauves-souris autour de Saint-Dié                                                                                              |
|         | FR4100247                     | Carrières du Perthois : gîtes à chauves-souris                                                                                          |
|         | FR4102001                     | La Meuse et ses annexes hydrauliques |
|         | FR4100244                     | Vallées de la Sarre, de l'Albe et de l'Isch - marais de Francaltroff                                                                    |
|         | FR4102002                     | Gîtes à chiroptères de la Vôge |
|         | FR4110060                     | Etang de Lachaussée et zones voisines                                                                                                   |
|         | FR4110062                     | Marais de Francaltroff-Erstroff, de Lening et d'Albe                                                                                    |
|         | FR4112000                     | Plaine et étang du Bischwald |
|         | FR4112001                     | Forêts et zones humides du pays de Spincourt                                                                                            |
|         | FR4112004                     | Forêt humide de la Reine et Caténa de Rangeval                                                                                          |
|         | FR4112006                     | Forêts, rochers et étangs du pays de Bitche                                                                                             |
|         | FR4112008                     | Vallée de la Meuse |
|         | FR4112009                     | Forêts et étangs d'Argonne et vallée de l'Ornain                                                                                        |
|         | FR4112011                     | Bassigny, partie Lorraine |
|         | FR4112012                     | Jarny - Mars-la-Tour |
|         | FR4201794                     | La Sauer et ses affluents |
|         | FR4201795                     | La Moder et ses affluents |
|         | FR4201796                     | La Lauter |
|         | FR4201797                     | Secteur Alluvial Rhin-Ried-Bruch, Bas-Rhin                                                                                              |
|         | FR4201798                     | Massif forestier de Haguenau |
|         | FR4201801                     | Massif du Donon, du Schneeberg et du Grossmann                                                                                          |
|         | FR4201803                     | Val de Villé et ried de la Schernetz |
|         | FR4201805                     | Promontoires siliceux |
|         | FR4201806                     | Collines sous-vosgiennes |
|         | FR4201807                     | Hautes Vosges |
|         | FR4201810                     | Vallée de la Doller |
|         | FR4201811                     | Sundgau, région des étangs |
|         | FR4201813                     | Hardt nord |
|         | FR4202000                     | Secteur Alluvial Rhin-Ried-Bruch, Haut-Rhin                                                                                             |
|         | FR4202001                     | Vallée de la Largue |
|         | FR4202002                     | Vosges du sud |
|         | FR4202003                     | Vallée de la Sarre, de l'Albe et de l'Isch, le marais du Francaltroff, Bas-Rhin                                                         |
|         | FR4202004                     | Site à chauves-souris des Vosges haut-rhinoises                                                                                         |
|         | FR4211799                     | Vosges du Nord |
|         | FR4211807                     | Hautes-Vosges, Haut-Rhin |
|         | FR4211808                     | Zones agricoles de la Hardt |
|         | FR4211809                     | Forêt domaniale de la Harth |
|         | FR4211810                     | Vallée du Rhin de Strasbourg à Marckolsheim                                                                                             |
|         | FR4211811                     | Vallée du Rhin de Lauterbourg à Strasbourg                                                                                              |
|         | FR4211812                     | Vallée du Rhin d'Artzenheim à Village-Neuf                                                                                              |
|         | FR4211814                     | Crêtes du Donon-Schneeberg, Bas-Rhin |
|         | FR4212813                     | Ried de Colmar à Sélestat, Bas-Rhin |
|         | FR4213813                     | Ried de Colmar à Sélestat, Haut-Rhin |
|         | FR4301280                     | Vallées du Drugeon et du Haut-Doubs |
|         | FR4301281 FR4312020           | Combes Derniers |
|         | FR4301282                     | Tourbières et ruisseaux de Mouthe, source du Doubs                                                                                      |
|         | FR4301283 FR4310027           | Vallons de la Drésine et de la Bonavette                                                                                                |
|         | FR4301288                     | Cret des Roches |
|         | FR4301289                     | Côte de Champvermol |
|         | FR4301290 FR4312001           | Massif du Mont-d'Or, du Noirmont et du Risol                                                                                            |
|         | FR4301291 FR4312009           | Vallées de la Loue et du Lison |
|         | FR4301294                     | Moyenne Vallée du Doubs |
|         | FR4301298                     | Vallée du Dessoubre |
|         | FR4301308 FR4312029           | Vallée de l'Orbe |
|         | FR4301309                     | Tourbières et lacs de Chapelle-des-Bois et de Bellefontaine les Mortes                                                                  |
|         | FR4301310                     | Combe du Lac |
|         | FR4301313                     | Grandvaux |
|         | FR4301315                     | Combe du Nanchez |
|         | FR4301316 FR4312026           | Plateau du Lizon |
|         | FR5200622 FR5212002           | Vallée de la Loire de Nantes aux Ponts-de-Cé et ses annexes                                                                             |
|         | FR5200624 FR5212004           | Marais de l'Erdre |
|         | FR5200629 FR5212003           | Vallée de la Loire des Ponts-de-Cé à Montsoreau                                                                                         |
|         | FR5200647                     | Vallée du Narais, forêt de Bercé et ruisseau du Dinan                                                                                   |
|         | FR5200648                     | Massif forestier de Vibraye |
|         | FR5200649                     | Vallée du Loir de Vaas à Bazouges |
|         | FR5200651                     | Carrières souterraines de la Volonière                                                                                                  |
|         | FR5200652                     | Carrières souterraines de Vouvray-sur-Huisne                                                                                            |
|         | FR5200653 FR5212009           | Marais Breton, baie de Bourgneuf, île de Noirmoutier et forêt de Monts                                                                  |
|         | FR5200654                     | Côtes rocheuses, dunes, landes et marais de l'île d'Yeu                                                                                 |
|         | FR5200655                     | Dunes de la Sauzaie et marais du Jaunay                                                                                                 |
|         | FR5200656 FR5212010           | Dunes, forêt et marais d'Olonne |
|         | FR5200657                     | Marais de Talmont et zones littorales entre les Sables-d'Olonne et Jard-sur-Mer                                                         |
|         | FR5202001                     | La cave Billard (Puy Notre Dame) |
|         | FR5202002                     | Cavités à chiroptères de Saint-Michel-le-Cloucq et Pissotte                                                                             |
|         | FR5202003                     | Bocage à Osmoderma eremita entre Sillé-le-Guillaume et la Grande-Charnie                                                                |
|         | FR5202004                     | Bocage à Osmoderma eremita au nord de la forêt de Perseigne                                                                             |
|         | FR5202005                     | Châtaigneraies à Osmoderma eremita au sud du Mans                                                                                       |
|         | FR5202006                     | Bocage de la forêt de la Monnaie à Javron-les-Chapelles                                                                                 |
|         | FR5202007                     | Bocage de Montsûrs à la forêt de Sillé-le-Guillaume                                                                                     |
|         | FR5202011                     | Estuaire de la Loire Nord |
|         | FR5202012                     | Estuaire de la Loire Sud - Baie de Bourgneuf                                                                                            |
|         | FR5202013                     | Plateau rocheux de l'île d'Yeu |
|         | FR5210008                     | Lac de Grand Lieu |
|         | FR5210090                     | Marais salants de Guérande, traicts du Croisic, dunes de Pen Bron                                                                       |
|         | FR5210115                     | Basses vallées angevines et prairies de la Baumette                                                                                     |
|         | FR5212005                     | Forêt de Gâvre |
|         | FR5212006                     | Champagne de Méron |
|         | FR5212008                     | Grande Brière, marais de Donges et du Brivet                                                                                            |
|         | FR5212011                     | Plaine calcaire du sud Vendée |
|         | FR5212012                     | Corniche de Pail, forêt de Multonne |
|         | FR5212014                     | Estuaire de la Loire - Baie de Bourgneuf                                                                                                |
|         | FR5212015                     | Secteur marin de l'île d'Yeu jusqu'au continent                                                                                         |
|         | FR5212016                     | Mers Celtiques - Talus du golfe de Gascogne                                                                                             |
|         | FR5300002                     | Marais de Vilaine |
|         | FR5300003                     | Complexe de l'est des montagnes noires                                                                                                  |
|         | FR5300004                     | Rivière le Douron |
|         | FR5300006                     | Rivière Elle |
|         | FR5300007                     | Têtes de bassin du Blavet et de l'Hyères                                                                                                |
|         | FR5300008                     | Rivière Leguer, forêts de Beffou, Coat an Noz et Coat an Hay                                                                            |
|         | FR5300009                     | Côte de Granit rose-Sept-Iles |
|         | FR5300010 FR5310070           | Tregor Goëlo |
|         | FR5300011 FR5310095           | Cap d'Erquy-Cap Fréhel |
|         | FR5300012                     | Baie de Lancieux, Baie de l'Arguenon, Archipel de Saint Malo et Dinard                                                                  |
|         | FR5300013                     | Monts d'Arrée centre et est |
|         | FR5300014                     | Complexe du Menez Hom |
|         | FR5300016                     | Anse de Goulven, dunes de Keremma |
|         | FR5300017                     | Abers - Côte des légendes |
|         | FR5300018 FR5310072           | Ouessant-Molène |
|         | FR5300020 FR5310055           | Cap Sizun |
|         | FR5300025                     | Complexe forestier Rennes-Liffré-Chevré, Étang et lande d'Ouée, forêt de Haute Sève                                                     |
|         | FR5300026                     | Rivière Scorff, Forêt de Pont Calleck, Rivière Sarre                                                                                    |
|         | FR5300027                     | Massif dunaire Gâvres-Quiberon et zones humides associées                                                                               |
|         | FR5300028                     | Ria d'Etel |
|         | FR5300029                     | Golfe du Morbihan, côte ouest de Rhuys                                                                                                  |
|         | FR5300030                     | Rivière de Penerf, marais de Suscinio                                                                                                   |
|         | FR5300031                     | Ile de Groix |
|         | FR5300033 FR5312011           | Iles Houat-Hoedic |
|         | FR5300035                     | Forêt de Quénécan, vallée du Poulancre, landes de Liscuis et gorges du Daoulas                                                          |
|         | FR5300036                     | Landes de la Poterie |
|         | FR5300037                     | Forêt de Lorge, landes de Lanfains, cime de Kerchouan                                                                                   |
|         | FR5300039                     | Forêt du Cranou, Menez Meur |
|         | FR5300040                     | Forêt de Huelgoat |
|         | FR5300045                     | Pointe de Corsen, Le Conquet |
|         | FR5300046                     | Rade de Brest, estuaire de l'Aulne |
|         | FR5300049 FR5312010           | Dunes et côtes de Trévignon |
|         | FR5300050                     | Etangs du canal d'Ille et Rance |
|         | FR5300052                     | Côte de Cancale à Paramé |
|         | FR5300058                     | Vallée de l'Arz |
|         | FR5300059                     | Rivière Laïta, Pointe du Talud, étangs du Loc'h et de Lannenec                                                                          |
|         | FR5300061                     | Estuaire de la Rance |
|         | FR5300062                     | Etang du Moulin Neuf |
|         | FR5300066 FR5310050           | Baie de Saint-Brieuc - Est |
|         | FR5300067                     | Tourbière de Lann Gazel |
|         | FR5302001                     | Chiroptères du Morbihan |
|         | FR5302006                     | Côtes de Crozon |
|         | FR5302008                     | Roches de Penmarch |
|         | FR5302014 FR5312012           | Vallée du Canut |
|         | FR5302016                     | Récifs du talus du golfe de Gascogne |
|         | FR5310011                     | Cote de Granit Rose-Sept Iles |
|         | FR5310052                     | Iles de la Colombiere, de la Nelliere et des Haches                                                                                     |
|         | FR5310054                     | Ilot du Trevors |
|         | FR5310057                     | Archipel de Glenan |
|         | FR5310071                     | Rade de Brest : Baie de Daoulas, Anse de Poulmic                                                                                        |
|         | FR5310086                     | Golfe du Morbihan |
|         | FR5310093                     | Baie de Quiberon |
|         | FR5312003                     | Baie de Goulven |
|         | FR5312005                     | Rivières de Pont-l'Abbé et de l'Odet |
|         | FR5312009                     | Roches de Penmarc'h |
|         | FR5400403                     | Vallée de l'Issoire |
|         | FR5400406                     | Forêts de la Braconne et de Bois Blanc                                                                                                  |
|         | FR5400408                     | Vallée de la Tardoire |
|         | FR5400410                     | Les Chaumes Boissières et côteaux de Châteauneuf-sur-Charente                                                                           |
|         | FR5400411                     | Chaumes du Vignac et de Clérignac |
|         | FR5400413                     | Vallées calcaires péri-angoumoisines |
|         | FR5400417                     | Vallée du Né et ses principaux affluents                                                                                                |
|         | FR5400419                     | Vallée de la Tude |
|         | FR5400422                     | Landes de Touverac - Saint-Vallier |
|         | FR5400424                     | Ile de Ré : Fier d'Ars |
|         | FR5400425                     | Ile de Ré : dunes et forêts littorales                                                                                                  |
|         | FR5400430                     | Vallée de la Charente (basse vallée) |
|         | FR5400431                     | Marais de Brouage (et marais nord d'Oléron)                                                                                             |
|         | FR5400433                     | Dunes et forêts littorales de l'ile d'Oléron                                                                                            |
|         | FR5400435                     | Chaumes de Sechebec |
|         | FR5400437                     | Landes de Montendre |
|         | FR5400438                     | Marais et falaises des côteaux de Gironde                                                                                               |
|         | FR5400439                     | Vallée de l'Argenton |
|         | FR5400441                     | Ruisseau le Magot |
|         | FR5400442                     | Bassin du Thouet amont |
|         | FR5400443                     | Vallée de l Autize |
|         | FR5400444                     | Vallée du Magnerolles |
|         | FR5400445                     | Chaumes d'Avon |
|         | FR5400447                     | Vallée de la Boutonne |
|         | FR5400448                     | Carrières de Loubeau |
|         | FR5400450                     | Massif forestier de Chizé-Aulnay |
|         | FR5400452                     | Carrières des Pieds Grimaud |
|         | FR5400453                     | Landes du Pinail |
|         | FR5400457                     | Forêt et pelouses de Lussac-les-Châteaux                                                                                                |
|         | FR5400458                     | Brandes de la Pierre-La |
|         | FR5400459                     | Vallée du Corchon |
|         | FR5400460                     | Brandes de Montmorillon |
|         | FR5400462                     | Vallée de la Gartempe - Les Portes d'Enfer                                                                                              |
|         | FR5400463                     | Vallée de la Crochatière |
|         | FR5400464                     | Etangs d'Asnières |
|         | FR5400465                     | Landes de Cadeuil |
|         | FR5400467                     | Vallée de Salleron |
|         | FR5400469                     | Pertuis Charentais |
|         | FR5400471                     | Carrières de Saint-Savinien |
|         | FR5400472                     | Moyenne vallée de la Charente et Seugnes et Coran                                                                                       |
|         | FR5400535                     | Vallée de l'Anglin |
|         | FR5402001                     | Carrière de l'Enfer |
|         | FR5402002                     | Carrière de Fief de Foye |
|         | FR5402003                     | Carrières de Bellevue |
|         | FR5402004                     | Basse vallée de la Gartempe |
|         | FR5402008                     | Haute vallée de la Seugne en amont de pons et affluents                                                                                 |
|         | FR5402009                     | Vallée de la Charente entre Angoulème et Cognac et ses principaux affluents (SOLOIRE, BOEME, ECHELLE)                                   |
|         | FR5402010                     | Vallées du Lary et du Palais |
|         | FR5402011                     | Citerne de Sainte-Ouenne |
|         | FR5410012                     | Fier d'Ars et fosse de Loix |
|         | FR5410013                     | Anse de Fouras, baie d'Yves, marais de Rochefort                                                                                        |
|         | FR5410014                     | Forêt de Moulière, landes du Pinail, bois du Défens, du Fou et de la Roche de Bran                                                      |
|         | FR5410028                     | Marais de Brouage-Oléron |
|         | FR5412005                     | Vallée de la Charente moyenne et Seugnes                                                                                                |
|         | FR5412006                     | Vallée de la Charente en amont d'Angoulême                                                                                              |
|         | FR5412007                     | Plaine de Niort Sud-Est |
|         | FR5412011                     | Estuaire de la Gironde : marais de la rive nord                                                                                         |
|         | FR5412012                     | Bonne Anse, marais de Bréjat et de Saint Augustin                                                                                       |
|         | FR5412013                     | Plaine de Niort Nord-Ouest |
|         | FR5412014                     | Plaine d'Oiron-Thénezay |
|         | FR5412015                     | Camp de Montmorillon, Landes de Sainte-Marie                                                                                            |
|         | FR5412016                     | Plateau de Bellefonds |
|         | FR5412017                     | Bois de l'Hospice, étang de Beaufour et environs                                                                                        |
|         | FR5412019                     | Région de Pressac, étang de Combourg |
|         | FR5412020                     | Marais et estuaire de la Seudre, île d'Oléron                                                                                           |
|         | FR5412022                     | Plaine de La Mothe-Saint-Héray-Lezay |
|         | FR5412025                     | Estuaire et basse vallée de la Charente                                                                                                 |
|         | FR5412026                     | Pertuis charentais - Rochebonne |
|         | FR7200661                     | Vallée de l'Isle de Périgueux à sa confluence avec la Dordogne                                                                          |
|         | FR7200662                     | Vallée de la Dronne de Brantôme à sa confluence avec l'Isle                                                                             |
|         | FR7200663                     | Vallée de la Nizonne |
|         | FR7200664                     | Coteaux calcaires de la vallée de la Dordogne                                                                                           |
|         | FR7200665                     | Coteaux calcaires de Proissans, Sainte-Nathalène et Saint-Vincent-le-Paluel                                                             |
|         | FR7200666                     | Vallées des Beunes |
|         | FR7200667                     | Coteaux calcaires de la vallée de la Vézère                                                                                             |
|         | FR7200668                     | La Vézère |
|         | FR7200669                     | Vallon de la Sandonie |
|         | FR7200670                     | Coteaux de la Dronne |
|         | FR7200671                     | Vallées de la Double |
|         | FR7200672                     | Coteaux calcaires du Causse de Daglan et de la Vallée du Céou                                                                           |
|         | FR7200673                     | Grottes d'Azerat |
|         | FR7200675                     | Grotte de Saint-Sulpice d'Eymet |
|         | FR7200676                     | Coteaux calcaires de Borrèze |
|         | FR7200678                     | Dunes du littoral girondin de la Pointe de Grave au Cap Ferret                                                                          |
|         | FR7200679                     | Bassin d'Arcachon et Cap Ferret |
|         | FR7200680                     | Marais du Bas Médoc |
|         | FR7200681                     | Zones humides de l'arrière dune du littoral girondin                                                                                    |
|         | FR7200682                     | Palus de Saint-Loubes et d'Izon |
|         | FR7200683                     | Marais du Haut Médoc |
|         | FR7200684                     | Marais de Braud-et-Saint-Louis et de Saint-Ciers-sur-Gironde                                                                            |
|         | FR7200685                     | Vallée et palus du Moron |
|         | FR7200686                     | Marais du Bec d'Ambès |
|         | FR7200687                     | Marais de Bruges, Blanquefort et Parampuyre                                                                                             |
|         | FR7200688                     | Bocage humide de Cadaujac et Saint-Médard-d'Eyrans                                                                                      |
|         | FR7200689                     | Vallées de la Saye et du Meudon |
|         | FR7200690                     | Réseau hydrographique de l'Engranne |
|         | FR7200691                     | Vallée de l'Euille |
|         | FR7200692                     | Réseau hydrographique du Dropt |
|         | FR7200693                     | Vallée du Ciron |
|         | FR7200694                     | Réseau hydrographique de la Bassanne |
|         | FR7200695                     | Réseau hydrographique du Lisos |
|         | FR7200696                     | Domaine départemental d'Hostens |
|         | FR7200697                     | Boisements à chênes verts des dunes du littoral girondin                                                                                |
|         | FR7200698                     | Carrières de Cénac |
|         | FR7200699                     | Grottes du Trou Noir |
|         | FR7200700                     | La Garonne en Nouvelle-Aquitaine |
|         | FR7200702                     | Forêts dunaires de la Teste-de-Buch |
|         | FR7200703                     | Forêt de la Pointe de Grave |
|         | FR7200705                     | Carrières souterraines de Villegouge |
|         | FR7200708                     | Lagunes de Saint-Magne et Louchats |
|         | FR7200709                     | Lagunes de Saint-Symphorien |
|         | FR7200710                     | Dunes modernes du littoral landais d'Arcachon à Mimizan Plage                                                                           |
|         | FR7200711                     | Dunes modernes du littoral landais de Mimizan Plage au Vieux-Boucau                                                                     |
|         | FR7200712                     | Dunes modernes du littoral landais de Vieux-Boucau à Hossegor                                                                           |
|         | FR7200713                     | Dunes modernes du littoral landais de Capbreton à Tarnos                                                                                |
|         | FR7200714                     | Zones humides de l'arrière dune des pays de Born et de Buch                                                                             |
|         | FR7200715                     | Zones humides de l'ancien étang de Lit-et-Mixe                                                                                          |
|         | FR7200716                     | Zones humides de l'Étang de Léon |
|         | FR7200717                     | Zones humides de l'arrière dune du Marensin                                                                                             |
|         | FR7200718                     | Zones humides de Moliets, la Prade et Moisans                                                                                           |
|         | FR7200719                     | Zones humides associées au marais d'Orx                                                                                                 |
|         | FR7200721                     | Vallées de la Grande et de la Petite Leyre                                                                                              |
|         | FR7200722                     | Réseau hydrographique des affluents de la Midouze                                                                                       |
|         | FR7200723                     | Champ de tir de Captieux |
|         | FR7200724                     | L'Adour |
|         | FR7200727                     | Tourbière de Mées |
|         | FR7200729                     | Coteaux de la vallée de la Lémance |
|         | FR7200732                     | Coteaux de Thézac et de Montayral |
|         | FR7200733                     | Coteaux du Boudouyssou et plateau de Lascrozes                                                                                          |
|         | FR7200736                     | Coteaux du ruisseau des Gascons |
|         | FR7200737                     | Le Boudouyssou |
|         | FR7200738                     | L'Ourbise |
|         | FR7200739                     | Vallée de l'Avance |
|         | FR7200741                     | La Gélise |
|         | FR7200742                     | Massif du Moulle de Jaout |
|         | FR7200743                     | Massif du Ger et du Lurien |
|         | FR7200744                     | Massif de Sesques et de l'Ossau |
|         | FR7200745                     | Massif du Montagnon |
|         | FR7200746                     | Massif de l'Anie et d'Espelunguère |
|         | FR7200747                     | Massif du Layens |
|         | FR7200749                     | Montagnes du Barétous |
|         | FR7200750                     | Montagnes de la Haute Soule |
|         | FR7200751                     | Montagnes du Pic des Escaliers |
|         | FR7200754                     | Montagnes de Saint-Jean-Pied-de-Port |
|         | FR7200756                     | Montagnes des Aldudes |
|         | FR7200758                     | Massif du Baygoura |
|         | FR7200759                     | Massif du Mondarrain et de l'Artzamendi                                                                                                 |
|         | FR7200760                     | Massif de la Rhune et de Choldocogagna                                                                                                  |
|         | FR7200766                     | Vallon du Clamondé |
|         | FR7200770                     | Parc boisé du Château de Pau |
|         | FR7200771                     | Coteaux du Tursan |
|         | FR7200775                     | Domaine d'Abbadia et corniche basque |
|         | FR7200776                     | Falaises de Saint-Jean-de-Luz à Biarritz                                                                                                |
|         | FR7200777                     | Lac de Mouriscot |
|         | FR7200779                     | Coteaux de Castetpugon, de Cadillon et de Lembeye                                                                                       |
|         | FR7200782                     | Tourbière de Louvie-Juzon |
|         | FR7200784                     | Château d'Orthez et bords du gave |
|         | FR7200785                     | La Nivelle (estuaire, barthes et cours d'eau)                                                                                           |
|         | FR7200786                     | La Nive |
|         | FR7200787                     | L'Ardanavy (cours d'eau) |
|         | FR7200788                     | La Joyeuse (cours d'eau) |
|         | FR7200789                     | La Bidouze (cours d'eau) |
|         | FR7200790                     | Le Saison (cours d'eau) |
|         | FR7200791                     | Le Gave d'Oloron (cours d'eau) et marais de Labastide-Villefranche                                                                      |
|         | FR7200792                     | Le Gave d'Aspe et le Lourdios (cours d'eau)                                                                                             |
|         | FR7200793                     | Le Gave d'Ossau |
|         | FR7200795                     | Tunnel de Saint-Amand-de-Coly |
|         | FR7200797                     | Réseau hydrographique du Gat Mort et du Saucats                                                                                         |
|         | FR7200798                     | Site du Griffoul, confluence de l'Automne                                                                                               |
|         | FR7200799                     | Carrières de Castelculier |
|         | FR7200800                     | Caves de Nérac |
|         | FR7200801                     | Réseau hydrographique du Brion |
|         | FR7200802                     | Réseau hydrographique du Beuve |
|         | FR7200803                     | Réseau hydrographique du Gestas |
|         | FR7200804                     | Réseau hydrographique de la Pimpine |
|         | FR7200805                     | Réseau hydrographique des Jalles de Saint-Médard et d'Eysines                                                                           |
|         | FR7200806                     | Réseau hydrographique du Midou et du Ludon                                                                                              |
|         | FR7200807                     | Tunnel d'Excideuil |
|         | FR7200808                     | Carrière de Lanquais - Les Roques |
|         | FR7200809                     | Réseau hydrographique de la Haute Dronne                                                                                                |
|         | FR7200810                     | Plateau d'Argentine |
|         | FR7200811                     | Panache de la Gironde et plateau rocheux de Cordouan (Système Pertuis Gironde)                                                          |
|         | FR7200812                     | Portion du littoral sableux de la côte aquitaine                                                                                        |
|         | FR7200813                     | Côte basque rocheuse et extension au large                                                                                              |
|         | FR7210030                     | Côte médocaine : dunes boisées et dépression humides                                                                                    |
|         | FR7210065                     | Marais du Nord Médoc |
|         | FR7210078                     | Champ de tir du Poteau |
|         | FR7210087                     | Hautes vallées d'Aspe et d'Ossau |
|         | FR7210089                     | Pènes du Moulle de Jaout |
|         | FR7212002                     | Rochers de Biarritz : le Bouccalot et la Roche ronde                                                                                    |
|         | FR7212003                     | Haute Soule: massif forestier, gorges d'Holzarté et d'Olhadubi                                                                          |
|         | FR7212004                     | Haute Soule : forêt des Arbailles |
|         | FR7212005                     | Haute Soule : forêt d'Iraty, Orgambidexka et Pic des Escaliers                                                                          |
|         | FR7212007                     | Eth Thuron des Aureys |
|         | FR7212008                     | Haute Soule : massif de la Pierre Saint-Martin                                                                                          |
|         | FR7212009                     | Pics de l'Estibet et de Mondragon |
|         | FR7212010                     | Barrage d'Artix et saligue du Gave de Pau                                                                                               |
|         | FR7212012                     | Vallée de la Nive des Aldudes, Col de Lindux                                                                                            |
|         | FR7212013                     | Estuaire de la Bidassoa et baie de Fontarabie                                                                                           |
|         | FR7212014                     | Estuaire de la Gironde : marais du Blayais                                                                                              |
|         | FR7212015                     | Haute Cize : Pic d'Herrozate et forêt d'Orion                                                                                           |
|         | FR7212016                     | Panache de la Gironde |
|         | FR7212017                     | Au droit de l'étang d'Hourtin-Carcans                                                                                                   |
|         | FR7212018                     | Bassin d'Arcachon et banc d'Arguin |
|         | FR7212019                     | Tête de Canyon du Cap Ferret |
|         | FR7300821 FR7312001           | Vallée de l'Isard, mail de Bulard, pics de Maubermé, de Serre-Haute et du Crabère                                                       |
|         | FR7300822                     | Vallée du Riberot et massif du Mont Valier                                                                                              |
|         | FR7300825                     | Mont Ceint, mont Béas, tourbière de Bernadouze                                                                                          |
|         | FR7300827                     | Vallée de l'Aston |
|         | FR7300829 FR7312002           | Quiès calcaires de Tarascon-sur-Ariège et grotte de la Petite Caougno                                                                   |
|         | FR7300831                     | Quérigut, Laurenti, Rabassolles, Balbonne, la Bruyante, haute vallée de l'Oriège                                                        |
|         | FR7300835                     | Grotte d'Aliou |
|         | FR7300836                     | Chars de Moulis et de Liqué, grotte d'Aubert, Soulane de Balaguères et de Sainte-Catherine, granges des vallées de Sour et d'Astien     |
|         | FR7300838                     | Grotte de Montseron |
|         | FR7300839                     | Grotte du Ker de Massat |
|         | FR7300840                     | Grotte de Tourtouse |
|         | FR7300841                     | Queirs du Mas d'Azil et de Camarade, grottes du Mas d'Azil et de la carrière de Sabarat                                                 |
|         | FR7300842                     | Pechs de Foix, Soula et Roquefixade, grotte de l'Herm                                                                                   |
|         | FR7300847                     | Vallée du Tarn (de Brousse jusqu'aux gorges)                                                                                            |
|         | FR7300848 FR9101378           | Gorges du Tarn |
|         | FR7300851                     | Gorges de Trevezel |
|         | FR7300852 FR9101384           | Gorges de la Vis et de la Virenque |
|         | FR7300854                     | Buttes témoins des avant-causses |
|         | FR7300855                     | Causse Noir et ses corniches |
|         | FR7300857                     | Les Alasses |
|         | FR7300858                     | Chaos ruiniforme du Rajal Del Gorp |
|         | FR7300859                     | Cirque et grotte du Boundoulaou |
|         | FR7300860                     | Devèzes de Lapanouse et du Viala-du-Pas-de-Jaux                                                                                         |
|         | FR7300861                     | Serre de Cougouille |
|         | FR7300862                     | Cirques de Saint-Paul-des-Fonts et de Tournemire                                                                                        |
|         | FR7300864                     | Plateau et corniches du Guilhaumard |
|         | FR7300870                     | Tourbières du Lévezou |
|         | FR7300871                     | Plateau central de l'Aubrac aveyronnais                                                                                                 |
|         | FR7300874                     | Haute vallée du Lot entre Espalion et Saint-Laurent-d'Olt et gorges de la Truyère, basse vallée du Lot et le Goul                       |
|         | FR7300875                     | Puy de Wolf |
|         | FR7300876                     | Étangs du Ségala |
|         | FR7300877                     | Tourbière du Rey |
|         | FR7300879                     | Lande de la Borie |
|         | FR7300880                     | Haute vallée d'Oô |
|         | FR7300881                     | Haute vallée de la Pique |
|         | FR7300883 FR7312005           | Haute vallée de la Garonne |
|         | FR7300884                     | Zones rupestres xérothermiques du bassin de Marignac, Saint-Béat, pic du Gar, montagne de Rié                                           |
|         | FR7300885                     | Chaînons calcaires du Piémont Commingeois                                                                                               |
|         | FR7300887                     | Côtes de Bieil et de Montoussé |
|         | FR7300889                     | Vallée de l'Adour |
|         | FR7300891                     | Étangs d'Armagnac |
|         | FR7300893                     | Coteaux de Lizet et de l'Osse vers Montesquiou                                                                                          |
|         | FR7300897                     | Vallée et coteaux de la Lauze |
|         | FR7300900                     | Vallée de la Cère et tributaires |
|         | FR7300902                     | Vallées de l'Ouysse et de l'Alzou |
|         | FR7300904                     | Marais de la Fondial |
|         | FR7300905                     | Vieux chênes de Cantegrel |
|         | FR7300906                     | Vieux chênes de la Panonnie |
|         | FR7300907                     | Vieux chênes des Imbards |
|         | FR7300908                     | Secteur de Lacérède |
|         | FR7300909                     | Zone centrale du causse de Gramat |
|         | FR7300910                     | Vallées de la Rauze et du Vers et vallons tributaires                                                                                   |
|         | FR7300912                     | Moyenne vallée du Lot inférieure |
|         | FR7300913                     | Basse vallée du Célé |
|         | FR7300914                     | Grotte de Fond d'Erbies |
|         | FR7300915                     | Pelouses de Lalbenque |
|         | FR7300919                     | Serres de Labastide-de-Penne et de Belfort-du-Quercy                                                                                    |
|         | FR7300920                     | Granquet-Pibeste et Soum d'Ech |
|         | FR7300921                     | Gabizos (et vallée d'Arrens, versant sud-est du Gabizos)                                                                                |
|         | FR7300917                     | Serres de Saint-Paul-de-Loubressac et de Saint-Barthélémy, et causse de Pech Tondut                                                     |
|         | FR7300922                     | Gaves de Pau et de Cauterets (et gorge de Cauterets)                                                                                    |
|         | FR7300923                     | Moun Né de Cauterets, pic de Cabaliros                                                                                                  |
|         | FR7300924                     | Péguère, Barbat, Cambalès |
|         | FR7300925                     | Gaube, Vignemale |
|         | FR7300926                     | Ossoue, Aspé, Cestrède |
|         | FR7300927                     | Estaubé, Gavarnie, Troumouse et Barroude                                                                                                |
|         | FR7300928                     | Pic Long Campbielh |
|         | FR7300929                     | Néouvielle |
|         | FR7300930                     | Barèges, Ayré, Piquette |
|         | FR7300931                     | Lac Bleu Léviste |
|         | FR7300932                     | Liset de Hount Blanque |
|         | FR7300933                     | Hautes-Baronnies, Coume de Pailhas |
|         | FR7300934                     | Rioumajou et Moudang |
|         | FR7300935                     | Haut-Louron : Aygues Tortes, Caillauas, Gourgs Blancs, Gorges de Clarabide, pics des Pichadères et d'Estiouère, montagne de Tramadits   |
|         | FR7300936                     | Tourbière et lac de Lourdes |
|         | FR7300940                     | Tourbière de Clarens |
|         | FR7300942                     | Vallée de l'Arn |
|         | FR7300944                     | Montagne Noire occidentale |
|         | FR7300945                     | Causse de Caucalières et Labruguière |
|         | FR7300946                     | Tourbières du Margnès |
|         | FR7300948                     | Le Montalet |
|         | FR7300949                     | Basse vallée du Lignon |
|         | FR7300952                     | Gorges de l'Aveyron, causses proches et vallée de la Vère                                                                               |
|         | FR7300953                     | Causse de Gaussou et sites proches |
|         | FR7301631                     | Vallées du Tarn, de l'Aveyron, du Viaur, de l'Agout et du Gijou                                                                         |
|         | FR7301822                     | Garonne, Ariège, Hers, Salat, Pique et Neste                                                                                            |
|         | FR7302001                     | Vieux arbres de la haute vallée de l'Aveyron et des abords du Causse Comtal                                                             |
|         | FR7302002                     | Cavités et coteaux associés en Quercy-Gascogne                                                                                          |
|         | FR7312003                     | Massif du Mont Valier |
|         | FR7312006 FR9110105           | Gorges du Tarn et de la Jonte |
|         | FR7312007                     | Gorges de la Dourbie et causses avoisinants                                                                                             |
|         | FR7312008                     | Gorges de la Frau et Bélesta |
|         | FR7312009                     | Vallées du Lis, de la Pique et d'Oô |
|         | FR7312010                     | Vallée de la Garonne de Boussens à Carbonne                                                                                             |
|         | FR7312011                     | Forêt de Grésigne et environs |
|         | FR7312012                     | Quérigut, Orlu |
|         | FR7312013 FR8312010           | Gorges de la Truyère |
|         | FR7312014                     | Vallée de la Garonne de Muret à Moissac                                                                                                 |
|         | FR7401103                     | Vallée de la Dordogne sur l'ensemble de son cours et affluents                                                                          |
|         | FR7401104                     | Tourbière de Négarioux Malsagne |
|         | FR7401105                     | Landes et zones humides de la Haute Vézère                                                                                              |
|         | FR7401107                     | Landes des Monédières |
|         | FR7401108                     | Landes et pelouses serpentinicoles du sud corrèzien                                                                                     |
|         | FR7401109                     | Gorges de la Vézère autour de Treignac                                                                                                  |
|         | FR7401110                     | Forêt de la Cubesse |
|         | FR7401111                     | Vallée de la Vézère d'Uzerche à la limite départementale 19/24                                                                          |
|         | FR7401113                     | Vallée de la Montane vers Gimel-les-Cascades                                                                                            |
|         | FR7401119                     | Pelouses calcicoles et forêts du Causse corrézien                                                                                       |
|         | FR7401120                     | Abîmes de la Fage |
|         | FR7401121                     | Vallée du ruisseau du Moulin de Vignols                                                                                                 |
|         | FR7401122                     | Ruisseaux de la région de Neuvic |
|         | FR7401123                     | Tourbières et fonds tourbeux de Bonnefond Péret Bel Air                                                                                 |
|         | FR7401124                     | Bassin de Gouzon |
|         | FR7401125                     | Tourbière de l'étang du Bourdeau |
|         | FR7401128                     | Vallée de la Gioune |
|         | FR7401130                     | Gorges de la Grande Creuse |
|         | FR7401131                     | Gorges de la Tardes et Vallée du Cher                                                                                                   |
|         | FR7401133                     | Etangs du nord de la Haute-Vienne |
|         | FR7401135                     | Tourbière de la source du ruisseau des Dauges                                                                                           |
|         | FR7401137                     | Pelouses et landes serpentinicoles du sud de la Haute Vienne                                                                            |
|         | FR7401141                     | Mine de Chabannes et souterrains des Monts d'Ambazac                                                                                    |
|         | FR7401142                     | Ruisseau de Moissannes |
|         | FR7401145                     | Landes et zones humides autour du lac de Vassivière                                                                                     |
|         | FR7401146                     | Vallée du Taurion et affluents |
|         | FR7401147                     | Vallée de la Gartempe sur l'ensemble de son cours et affluents                                                                          |
|         | FR7401148                     | Haute-vallée de la Vienne |
|         | FR7401149                     | Forêt d'Epagne |
|         | FR7412002                     | Étang des Landes |
|         | FR8201633                     | Dunes des Charmes (à Sermoyer) |
|         | FR8201638                     | Milieux alluviaux et aquatiques du fleuve Rhône, de Jons à Anthon                                                                       |
|         | FR8201639                     | Steppes de la Valbonne |
|         | FR8201641                     | Milieux remarquables du Bas Bugey |
|         | FR8201643                     | Crêts du Haut-Jura |
|         | FR8201644                     | Marais de la haute Versoix et de Brou                                                                                                   |
|         | FR8201648                     | Galerie à chauves-souris du Pont des Pierres                                                                                            |
|         | FR8201650                     | Etournel et defilé de l'Ecluse |
|         | FR8201654                     | Basse Ardèche urgonienne |
|         | FR8201656                     | Bois de Païolive et Basse Vallée du Chassezac                                                                                           |
|         | FR8201657                     | Moyenne vallée de l'Ardèche, pelouses du plateau des Gras                                                                               |
|         | FR8201658                     | Vallée de l'Eyrieux et ses affluents |
|         | FR8201661                     | Landes et forêts du bois des Bartres |
|         | FR8201662                     | Massifs de Crussol, Soyons, Cornas-Chateaubourg                                                                                         |
|         | FR8201663                     | Affluents rive droite du Rhône |
|         | FR8201664                     | Secteur des Sucs |
|         | FR8201665                     | Allier et ses affluents |
|         | FR8201666                     | Loire et ses affluents |
|         | FR8201667                     | Tourbières du plateau de Saint-Agrève                                                                                                   |
|         | FR8201669                     | Rompon-Ouvèze-Payre |
|         | FR8201670                     | Cévennes ardèchoises |
|         | FR8201671                     | Suc de Clava |
|         | FR8201673                     | Massif du Coiron - partie Saint-Martin-sur-Lavezon                                                                                      |
|         | FR8201675                     | Sables de l'Herbasse et des Balmes de l'Isère                                                                                           |
|         | FR8201676                     | Sables du Tricastin |
|         | FR8201677                     | Milieux alluviaux du Rhône aval |
|         | FR8201678                     | Milieux aquatiques et alluviaux de la basse vallée de la Drôme                                                                          |
|         | FR8201679                     | Rivière du Roubion |
|         | FR8201680                     | Landes, pelouses, forêts et prairies humides de Lus-la-Croix-Haute                                                                      |
|         | FR8201681                     | Gervanne et rebord occidental du Vercors                                                                                                |
|         | FR8201682                     | Rebord méridional du Vercors |
|         | FR8201683                     | Zones humides et rivière de la haute vallée de la Drôme                                                                                 |
|         | FR8201684                     | Milieux alluviaux et aquatiques et gorges de la moyenne vallée de la Drôme et du Bez                                                    |
|         | FR8201685                     | Pelouses, landes, falaises et forêts de la montagne d'Aucelon                                                                           |
|         | FR8201686                     | Pelouses, forêts et grottes du massif de Saoû                                                                                           |
|         | FR8201688                     | Pelouses, forêts et habitats rocheux de la montagne de l'Aup et de la Sarcena                                                           |
|         | FR8201689                     | Forêts alluviales, rivière et gorges de l'Eygues                                                                                        |
|         | FR8201690                     | Grotte à chauves-souris des Sadoux |
|         | FR8201692                     | Monts du matin, combe Laval et val Sainte-Marie                                                                                         |
|         | FR8201694                     | Pelouses, fourrés et forêts de Larran, du Pied du Mulet et de la montagne de Chabre                                                     |
|         | FR8201695                     | Pelouses et habitats rocheux des gorges de Pommerol                                                                                     |
|         | FR8201697                     | Grotte à chauves-souris de Baume Sourde                                                                                                 |
|         | FR8201698                     | Contamines Montjoie - Miage - Tré la Tête                                                                                               |
|         | FR8201699                     | Aiguilles Rouges |
|         | FR8201700 FR8212008           | Haut Giffre |
|         | FR8201701 FR8212023           | Les Aravis |
|         | FR8201702 FR8212029           | Plateau de Beauregard |
|         | FR8201703                     | Massif de la Tournette |
|         | FR8201704                     | Les Frettes - Massif des Glières |
|         | FR8201705 FR8210106           | Massif du Bargy |
|         | FR8201706                     | Roc d'Enfer |
|         | FR8201707                     | Plateau de Loëx |
|         | FR8201710                     | Massif des Voirons |
|         | FR8201711 FR8212022           | Massif du Mont Vuache |
|         | FR8201712                     | Le Salève |
|         | FR8201719 FR8210018           | Delta de la Dranse |
|         | FR8201720                     | Cluse du Lac d'Annecy |
|         | FR8201723                     | Plateau Gavot |
|         | FR8201724                     | Marais de Chilly et de Marival |
|         | FR8201726                     | Étangs, landes, vallons tourbeux humides et ruisseaux à écrevisses de Chambaran                                                         |
|         | FR8201727                     | L'Isle Crémieu |
|         | FR8201728                     | Tourbière du Grand Lemps |
|         | FR8201729                     | Marais du Val d'Ainan |
|         | FR8201732                     | Tourbières du Luitel et leur bassin versant                                                                                             |
|         | FR8201733                     | Cembraie, pelouses, lacs et tourbières de Belledonne, de Chamrousse au Grand Colon                                                      |
|         | FR8201735                     | Landes, tourbières et habitats rocheux du Massif du Taillefer                                                                           |
|         | FR8201738                     | Plaine de Bourg d'Oisans et ses versants                                                                                                |
|         | FR8201740                     | Hauts de Chartreuse |
|         | FR8201741                     | Ubacs du Charmant Som et gorges du Guiers Mort                                                                                          |
|         | FR8201736                     | Marais à Laiche bicolore, prairies de fauche et habitats rocheux du Vallon du Ferrand et du Plateau d'Emparis                           |
|         | FR8201742                     | Marais - tourbières de l'Herretang |
|         | FR8201743                     | La Bourne |
|         | FR8201744                     | Hauts plateaux et contreforts du Vercors oriental                                                                                       |
|         | FR8201745                     | Pelouses, forêts remarquables et habitats rocheux du Plateau du Sornin                                                                  |
|         | FR8201747                     | Massif de l'Obiou et gorges de la Souloise                                                                                              |
|         | FR8201748                     | Iles du Haut Rhône |
|         | FR8201749                     | Milieux alluviaux et aquatiques de l'île de la Platière                                                                                 |
|         | FR8201751                     | Massif de la Muzelle |
|         | FR8201753                     | Forêts, landes et prairies de fauche des versants du Col d'Ornon                                                                        |
|         | FR8201755                     | Etangs du Forez |
|         | FR8201757                     | Forêts et tourbières des Monts de la Madeleine                                                                                          |
|         | FR8201758                     | Lignon, Vizezy, Anzon et leurs affluents                                                                                                |
|         | FR8201760                     | Crêts du Pilat |
|         | FR8201761                     | Tourbières du Pilat et landes de Chaussitre                                                                                             |
|         | FR8201762                     | Vallée de l'Ondenon, contreforts nord du Pilat                                                                                          |
|         | FR8201763                     | Pelouses, landes et habitats rocheux des Gorges de la Loire                                                                             |
|         | FR8201764                     | Bois de Lespinasse, de la Benisson-Dieu et de la Pacaudière                                                                             |
|         | FR8201765                     | Milieux alluviaux et aquatiques de la Loire                                                                                             |
|         | FR8201768                     | Ruisseaux du Boën, Ban et Font d'Aix |
|         | FR8202008                     | Vallons et combes du Pilat rhodanien |
|         | FR8201770                     | Réseau de zones humides, pelouses, landes et falaises de l'avant-pays savoyard                                                          |
|         | FR8201771                     | Forêts alluviales et lônes du Haut Rhône                                                                                                |
|         | FR8201772                     | Réseau de zones humides de l'Albanais                                                                                                   |
|         | FR8201773                     | Réseau de zones humides dans la Combe de Savoie et la moyenne vallée de l'Isère                                                         |
|         | FR8201774                     | Tourbière des Creusates |
|         | FR8201775                     | Rebord méridional du Massif des Bauges                                                                                                  |
|         | FR8201776                     | Tourbière et lac des Saisies |
|         | FR8201777                     | Adrets de Tarentaise |
|         | FR8201778                     | Landes, prairies et habitats rocheux du massif du mont Thabor                                                                           |
|         | FR8201779                     | Formations forestières et herbacées des Alpes internes                                                                                  |
|         | FR8201780                     | Réseau de vallons d'altitude à Caricion                                                                                                 |
|         | FR8201781                     | Réseau de zones humides et alluviales des Hurtières                                                                                     |
|         | FR8201782 FR8212006           | Perron des Encombres |
|         | FR8201785                     | Pelouses, milieux alluviaux et aquatiques de l'île de Miribel-Jonage                                                                    |
|         | FR8201791                     | Gîte à chauves-souris des mines de Vallossières                                                                                         |
|         | FR8202002                     | Partie orientale du Massif des Bauges                                                                                                   |
|         | FR8202005                     | Site à chiroptères des Monts du Matin                                                                                                   |
|         | FR8202007                     | Vallées de la Beaume et de la Drobie |
|         | FR8202009                     | Lac Léman |
|         | FR8202010                     | Lac du Bourget et marais de Chautagne                                                                                                   |
|         | FR8210032                     | La Vanoise |
|         | FR8210041                     | Les Ramières du Val de Drôme |
|         | FR8210058                     | Îles du haut Rhône |
|         | FR8210114                     | Basse Ardèche |
|         | FR8212001                     | Etournel et défilé de l'Ecluse |
|         | FR8212005                     | Partie orientale du massif des Bauges                                                                                                   |
|         | FR8212009                     | Les Frettes - massif des Glières |
|         | FR8212010                     | Printegarde |
|         | FR8212011                     | Steppes de La Valbonne |
|         | FR8212013                     | Rebord méridional du massif des Bauges                                                                                                  |
|         | FR8212016                     | La Dombes |
|         | FR8212017                     | Val de Saône |
|         | FR8212018                     | Massif de Saoû et crêtes de La Tour |
|         | FR8212019                     | Baronnies - gorges de l'Eygues |
|         | FR8212021                     | Roc d'enfer |
|         | FR8212024                     | Plaine du Forez |
|         | FR8212025                     | Crêts du haut-Jura |
|         | FR8212026                     | Gorges de la Loire aval |
|         | FR8301012                     | Gorges du Haut-Cher |
|         | FR8301014                     | Étangs de Sologne bourbonnaise |
|         | FR8301015                     | Vallée de l'Allier nord |
|         | FR8301016                     | Vallée de l'Allier sud |
|         | FR8301017                     | Basse Sioule |
|         | FR8301018                     | Côteaux de Château-Jaloux |
|         | FR8301021                     | Forêt de Troncais |
|         | FR8301032                     | Zones alluviales de la confluence Dore-Allier                                                                                           |
|         | FR8301033                     | Plaine des Varennes |
|         | FR8301034 FR8312003           | Gorges de la Sioule |
|         | FR8301035                     | Vallées et côteaux xérothermiques des Couzes et Limagnes                                                                                |
|         | FR8301036                     | Vallées et côteaux thermophiles au nord de Clermont-Ferrand                                                                             |
|         | FR8301037                     | Marais salé de Saint-Beauzire |
|         | FR8301038                     | Val d'Allier - Alagnon |
|         | FR8301045                     | Bois-Noirs |
|         | FR8301048                     | Puy de Pileyre-Turluron |
|         | FR8301049                     | Comté d'Auvergne et Puy Saint Romain |
|         | FR8301051                     | Vallées et piémonts du Nord-Forez |
|         | FR8301055                     | Massif cantalien |
|         | FR8301056                     | Tourbières et zones humides du nord-est du massif cantalien                                                                             |
|         | FR8301057                     | Gorges de la Dordogne, de l'Auze et de la Sumène                                                                                        |
|         | FR8301058                     | Environs de Meallet |
|         | FR8301059                     | Zones humides de la Planèze de Saint-Flour                                                                                              |
|         | FR8301060                     | Zones humides de la région de Riom-es-Montagne                                                                                          |
|         | FR8301061                     | Côteaux de Raulhac et Cros de Ronesque                                                                                                  |
|         | FR8301065                     | Vallées et côteaux thermophiles de la région de Maurs                                                                                   |
|         | FR8301067                     | Vallées et Gîtes de la Sianne et du Bas Alagnon                                                                                         |
|         | FR8301068                     | Gorges de la Rhue |
|         | FR8301069                     | Aubrac |
|         | FR8301070                     | Sommets du nord Margeride |
|         | FR8301072                     | Val d'Allier Limagne Brivadoise |
|         | FR8301073                     | Côteaux de Montlaison / la Garenne / Prés salés de Beaumont                                                                             |
|         | FR8301074                     | Val d'Allier / Vieille Brioude / Langeac                                                                                                |
|         | FR8301075                     | Gorges de l'Allier et affluents |
|         | FR8301076                     | Mézenc |
|         | FR8301077                     | Marais de Limagne |
|         | FR8301079                     | Sommets et versants orientaux de la Margeride                                                                                           |
|         | FR8301080                     | Gorges de l'Arzon |
|         | FR8301081                     | Gorges de la Loire et affluents partie sud                                                                                              |
|         | FR8301082                     | Lacs d'Espalem et de Lorlanges |
|         | FR8301083                     | Saint-Beauzire |
|         | FR8301086                     | Sucs du Velay / Meygal |
|         | FR8301087                     | Sucs de Breysse |
|         | FR8301088                     | Haute vallée du Lignon |
|         | FR8301091                     | Dore et affluents |
|         | FR8301094                     | Section à moules perlières de la Truyère                                                                                                |
|         | FR8301095                     | Lacs et rivières à loutres |
|         | FR8301096                     | Rivières à écrevisses à pattes blanches                                                                                                 |
|         | FR8302002                     | Tourbière du Haut-Livradois : complexe tourbeux de Virennes                                                                             |
|         | FR8302003                     | Marais du Cassan et de Prentegarde |
|         | FR8302005                     | Gîtes à chauves-souris, "Contreforts et Montagne Bourbonnaise"                                                                          |
|         | FR8302007                     | Grotte de la Denise |
|         | FR8302008                     | Carrière de Solignac (dite de Coucouron)                                                                                                |
|         | FR8302009                     | Complexe minier de la vallée de la Senouire                                                                                             |
|         | FR8302010                     | Cavité minière de la Pause |
|         | FR8302011                     | Tunnels des Gorges du Chavanon |
|         | FR8302012                     | Gîtes à chauve-souris du pays des Couzes                                                                                                |
|         | FR8302013                     | Gîtes de la Sioule |
|         | FR8302014                     | Site de Teissières |
|         | FR8302015                     | Site des Grivaldes |
|         | FR8302016                     | Site de Compaing |
|         | FR8302017                     | Site de Palmont |
|         | FR8302018                     | Site de Salins |
|         | FR8302019                     | Site de la Coste |
|         | FR8302021                     | Gîtes de Hérisson |
|         | FR8302022                     | Massif forestier des Prieurés: Moladier, Bagnolet et Messarges                                                                          |
|         | FR8302032                     | Affluents rive droite de la Truyère amont                                                                                               |
|         | FR8302033                     | Affluents de la Cère en Chataigneraie                                                                                                   |
|         | FR8302034                     | Vallées de l'Allanche et du Haut Alagnon                                                                                                |
|         | FR8302035                     | Entre Sumène et Mars |
|         | FR8302036                     | Rivières de la Montagne Bourbonnaise |
|         | FR8302038                     | Rivières à Ecrevisses à pattes blanches des Vallées du Cé et de l'Auzon                                                                 |
|         | FR8302039                     | Rivières à Moules perlières du bassin de la Dolore                                                                                      |
|         | FR8302040                     | Rivières à Moules perlières du bassin de l'Ance du Nord et de l'Arzon                                                                   |
|         | FR8302041                     | Vallées de la Cère et de la Jordanne |
|         | FR8310066                     | Monts et Plomb du Cantal |
|         | FR8310079                     | Val d'Allier Bourbonnais |
|         | FR8312002                     | Haut Val d'Allier |
|         | FR8312005                     | Planèze de Saint Flour |
|         | FR8312011                     | Pays des Couzes |
|         | FR8312013                     | Val d'allier Saint Yorre-Joze |
|         | FR9101352                     | Plateau de l'Aubrac |
|         | FR9101362                     | Combe des Cades |
|         | FR9101363                     | Vallées du Tarn, du Tarnon et de la Mimente                                                                                             |
|         | FR9101364                     | Hautes vallées de la Cèze et du Luech                                                                                                   |
|         | FR9101366                     | Forêt de pins de Salzmann de Bessèges                                                                                                   |
|         | FR9101367                     | Vallée du Gardon de Mialet |
|         | FR9101368                     | Vallée du Gardon de Saint-Jean |
|         | FR9101369                     | Vallée du Galeizon |
|         | FR9101371                     | Massif de l'Aigoual et du Lingas |
|         | FR9101372                     | Falaises d'Anduze |
|         | FR9101374                     | Vallon de l'Urugne |
|         | FR9101375                     | Falaises de Barjac et causse des Blanquets                                                                                              |
|         | FR9101382                     | Causse de Campestre et Luc |
|         | FR9101385                     | Causse du Larzac |
|         | FR9101387                     | Les Contreforts du Larzac |
|         | FR9101391                     | Le Vidourle |
|         | FR9101393                     | Montagne de la Moure et Causse d'Aumelas                                                                                                |
|         | FR9101395                     | Le Gardon et ses gorges |
|         | FR9101398                     | Forêt de Valbonne |
|         | FR9101399                     | La Cèze et ses gorges |
|         | FR9101402                     | Étang et mares de la Capelle |
|         | FR9101403                     | Étang de Valliguières |
|         | FR9101405                     | Le Petit Rhône |
|         | FR9101408                     | Étang de Mauguio |
|         | FR9101411                     | Herbiers de l'étang de Thau |
|         | FR9101413                     | Posidonies de la côte palavasienne |
|         | FR9101416                     | Carrières de Notre-Dame de l'Agenouillade                                                                                               |
|         | FR9101419                     | Crêtes du Mont Marcou et des Monts de Mare                                                                                              |
|         | FR9101424                     | Le Caroux et l'Espinouse |
|         | FR9101427                     | Grotte de Julio |
|         | FR9101428                     | Grotte de la Rivière Morte |
|         | FR9101429                     | Grotte de la source du Jaur |
|         | FR9101430                     | Plateau de Roquehaute |
|         | FR9101431                     | Mare du plateau de Vendres |
|         | FR9101433                     | La Grande Maire |
|         | FR9101434                     | Les Orpellières |
|         | FR9101435 FR9110108           | Basse plaine de l'Aude |
|         | FR9101436                     | Cours inférieur de l'Aude |
|         | FR9101439                     | Collines d'Ensérune (ancien nom : Collines du Narbonnais)                                                                               |
|         | FR9101440                     | Complexe lagunaire de Bages-Sigean |
|         | FR9101441                     | Complexe lagunaire de Lapalme |
|         | FR9101442 FR9112030           | Plateau de Leucate |
|         | FR9101444                     | Les Causses du Minervois |
|         | FR9101446                     | Vallée du Lampy |
|         | FR9101451                     | Gorges de la Clamoux |
|         | FR9101458                     | Vallée du Torgan |
|         | FR9101461                     | Grotte de la Valette |
|         | FR9101463                     | Complexe lagunaire de Salses |
|         | FR9101465                     | Complexe lagunaire de Canet |
|         | FR9101468                     | Bassin du Rebenty |
|         | FR9101470                     | Haute Vallée de l'Aude et Bassin de l'Aiguette                                                                                          |
|         | FR9101471                     | Capcir, Carlit et Campcardos |
|         | FR9101472                     | Massif du Puigmal |
|         | FR9101473                     | Massif de Madres-Coronat |
|         | FR9101476                     | Conque de la Preste |
|         | FR9101481                     | Côte rocheuse des Albères |
|         | FR9101482                     | Posidonies de la côte des Albères |
|         | FR9101486                     | Cours inférieur de l'Hérault |
|         | FR9101487                     | Grotte de la Ratapanade |
|         | FR9101489                     | Vallée de l'Orbieu |
|         | FR9101493                     | Embouchure du Tech et Grau de la Massane                                                                                                |
|         | FR9102001                     | Friches humides de Torremilla |
|         | FR9102002                     | Corniche de Sète |
|         | FR9102003                     | Le Valat de Solan |
|         | FR9102005                     | Aqueduc de Pézenas |
|         | FR9102007                     | Mines de Villeneuvette |
|         | FR9102009                     | Pins de Salzmann du Conflent |
|         | FR9102010                     | Sites à chiroptères des Pyrénées orientales                                                                                             |
|         | FR9102012                     | Prolongement en mer des Cap et étang de Leucate                                                                                         |
|         | FR9102013                     | Côtes sableuses de l'infralittoral Languedocien                                                                                         |
|         | FR9102014                     | Bancs sableux de l'Espiguette |
|         | FR9102016                     | Récifs des canyons Lacaze-Duthiers, Pruvot et Bourcart                                                                                  |
|         | FR9102017                     | Récifs du banc de l'Ichtys et du canyon de Sète                                                                                         |
|         | FR9102018                     | Grands dauphins du golfe du Lion |
|         | FR9110033                     | Les Cévennes |
|         | FR9110042                     | Étangs palavasiens et étang de l'Estagnol                                                                                               |
|         | FR9110076                     | Canigou-conques de La Preste |
|         | FR9110111                     | Basses Corbières |
|         | FR9112001                     | Camargue gardoise fluvio-lacustre |
|         | FR9112002                     | Le Salagou |
|         | FR9112003                     | Minervois |
|         | FR9112004                     | Hautes Garrigues du Montpelliérais |
|         | FR9112005                     | Complexe lagunaire de Salses-Leucate |
|         | FR9112006                     | Étang de Lapalme |
|         | FR9112007                     | Étangs du Narbonnais |
|         | FR9112008                     | Corbières orientales |
|         | FR9112010                     | Piège et collines du Lauragais |
|         | FR9112011                     | Gorges de la Vis et cirque de Navacelles                                                                                                |
|         | FR9112012                     | Gorges de Rieutord, Fage et Cagnasse |
|         | FR9112013                     | Petite Camargue laguno-marine |
|         | FR9112015                     | Costières nîmoises |
|         | FR9112018                     | Étang de Thau et lido de Sète à Agde |
|         | FR9112019                     | Montagne de l'Espinouse et du Caroux |
|         | FR9112020                     | Plaine de Fabrègues-Poussan |
|         | FR9112021                     | Plaine de Villeveyrac-Montagnac |
|         | FR9112022                     | Est et sud de Béziers |
|         | FR9112024                     | Capcir-Carlit-Campcardos |
|         | FR9112025                     | Complexe lagunaire de Canet-Saint Nazaire                                                                                               |
|         | FR9112026                     | Massif du Madres-Coronat |
|         | FR9112027                     | Corbières occidentales |
|         | FR9112028                     | Hautes Corbières |
|         | FR9112031                     | Camp des Garrigues |
|         | FR9112033                     | Garrigues de Lussan |
|         | FR9112034                     | Cap Bear- cap Cerbère |
|         | FR9112035                     | Côte languedocienne |
|         | FR9112037                     | Garrigues de la Moure et d'Aumelas |
|         | FR9112038                     | Oiseaux marins sud golfe du Lion |
|         | FR9301497                     | Plateau d'Emparis - Goleon |
|         | FR9301498                     | Combeynot - Lautaret - Ecrins |
|         | FR9301502                     | Steppique Durancien et Queyrassin |
|         | FR9301503                     | Rochebrune - Izoard - Vallée de la Cerveyrette                                                                                          |
|         | FR9301504                     | Haut Guil - Mont Viso - Val Preveyre |
|         | FR9301505                     | Vallon des Bans - Vallée du Fournel |
|         | FR9301509                     | Piolit - Pic de Chabrières |
|         | FR9301511                     | Dévoluy - Durbon - Charance - Champsaur                                                                                                 |
|         | FR9301514                     | Ceüse - montagne d'Aujour - Pic de Crigne - montagne de Saint-Genis                                                                     |
|         | FR9301518                     | Gorges de la Méouge |
|         | FR9301519                     | Le Buech |
|         | FR9301523                     | Bois de Morgon - Forêt de Boscodon - Bragousse                                                                                          |
|         | FR9301524                     | Haute Ubaye - Massif du Chambeyron |
|         | FR9301525                     | Coste Plane - Champerous |
|         | FR9301526                     | La Tour des Sagnes - Vallon des Terres Pleines - Orrenaye                                                                               |
|         | FR9301529                     | Dormillouse - Lavercq |
|         | FR9301530                     | Cheval Blanc - Montagne de Boules - Barre des Dourbes                                                                                   |
|         | FR9301533                     | L'Asse |
|         | FR9301535                     | Montagne de Val-Haut - Clues de Barles - Clues de Verdaches                                                                             |
|         | FR9301540                     | Gorges de Trévans - Montdenier - Mourre de Chanier                                                                                      |
|         | FR9301542                     | Adrets de Montjustin - les Craux - rochers et crêtes de Volx                                                                            |
|         | FR9301545                     | Venterol - Piégut - Grand Vallon |
|         | FR9301550                     | Sites à chauves souris de la Haute Tinée                                                                                                |
|         | FR9301552                     | Adret de Pra Gaze |
|         | FR9301554                     | Sites à chauves souris - Castellet-Les-Sausses et Gorges de Daluis                                                                      |
|         | FR9301556                     | Massif du Lauvet d'Ilonse et des Quatre Cantons - Dome de Barrot - Gorges du Cians                                                      |
|         | FR9301560                     | Mont Chajol |
|         | FR9301561                     | Marguareis - La Brigue - Fontan - Saorge                                                                                                |
|         | FR9301562                     | Sites à Spéléomantes de Roquebillière                                                                                                   |
|         | FR9301563                     | Brec d'Utelle |
|         | FR9301564                     | Gorges de la Vésubie et du Var - mont Vial - mont Férion                                                                                |
|         | FR9301566                     | Sites à chauves souris de Breil-sur-Roya                                                                                                |
|         | FR9301567                     | Vallée du Carei - collines de Castillon                                                                                                 |
|         | FR9301568                     | Corniches de la Rivièra |
|         | FR9301569                     | Vallons obscurs de Nice et de Saint Blaise                                                                                              |
|         | FR9301570                     | Préalpes de Grasse |
|         | FR9301571                     | Rivière et gorges du Loup |
|         | FR9301572                     | Dôme de Biot |
|         | FR9301573                     | Baie et cap d'Antibes - îles de Lerins                                                                                                  |
|         | FR9301574                     | Gorges de la Siagne |
|         | FR9301576                     | L'Aigues (ou Eygues ou Aygues) |
|         | FR9301577                     | L'Ouvèze et le Toulourenc |
|         | FR9301578                     | La Sorgue et l'Auzon |
|         | FR9301582                     | Rochers et combes des monts de Vaucluse                                                                                                 |
|         | FR9301583                     | Ocres de Roussillon et de Gignac - Marnes de Perreal                                                                                    |
|         | FR9301587                     | Le Calavon et l'Encrème |
|         | FR9301589 FR9312003           | La Durance |
|         | FR9301590                     | Le Rhône aval |
|         | FR9301595                     | Crau centrale - Crau sèche |
|         | FR9301596                     | Marais de la vallée des Baux et marais d'Arles                                                                                          |
|         | FR9301597                     | Marais et zones humides liés à l'étang de Berre                                                                                         |
|         | FR9301601                     | Côte bleue - chaîne de l'Estaque |
|         | FR9301603                     | Chaîne de l'Etoile- massif du Garlaban                                                                                                  |
|         | FR9301602                     | Calanques et îles marseillaises - Cap Canaille et massif du Grand Caunet                                                                |
|         | FR9301608                     | Mont Caume - mont Faron - forêt domaniale des Morières                                                                                  |
|         | FR9301609                     | La Pointe Fauconnière |
|         | FR9301616                     | Grand canyon du Verdon - plateau de la Palud                                                                                            |
|         | FR9301618                     | Sources et tufs du Haut Var |
|         | FR9301620                     | Plaine de Vergelin-Fontigon - gorges de Châteaudouble - bois des Clappes                                                                |
|         | FR9301621                     | Marais de Gavoty - lac de Bonne Cougne - lac Redon                                                                                      |
|         | FR9301622                     | La plaine et le massif des Maures |
|         | FR9301624                     | Corniche Varoise |
|         | FR9301625                     | Forêt de Palayson - bois du Rouet |
|         | FR9301626                     | Val d'Argens |
|         | FR9301627                     | Embouchure de l'Argens |
|         | FR9301996                     | Cap Ferrat |
|         | FR9301997                     | Embiez - cap Sicie |
|         | FR9301999                     | Côte Bleue Marine |
|         | FR9302001                     | Lagune du Brusc |
|         | FR9302002                     | Montagne de Seymuit - Crête de la Scie                                                                                                  |
|         | FR9302005                     | La Bendola |
|         | FR9310036                     | Les Ecrins |
|         | FR9310064                     | Crau |
|         | FR9310069                     | Garrigues de Lançon et Chaînes alentour                                                                                                 |
|         | FR9310075                     | Massif du Petit Luberon |
|         | FR9312001                     | Marais entre Crau et Grand Rhône |
|         | FR9312004                     | Bois du Chapitre |
|         | FR9312005                     | Salines de l'Étang de Berre |
|         | FR9312006                     | Marais de l'Ile Vieille et alentour |
|         | FR9312007                     | Iles Marseillaises - Cassidaigne |
|         | FR9312008                     | Salins d'Hyères et des Pesquiers |
|         | FR9312014                     | Colle du Rouet |
|         | FR9312015                     | Étangs entre Istres et Fos |
|         | FR9312016                     | Falaises du Mont Caume |
|         | FR9312017                     | Falaises de Niolon |
|         | FR9312018                     | Falaises de Vaufrèges |
|         | FR9312019                     | Vallée du Haut Guil |
|         | FR9312020                     | Marais de Manteyer |
|         | FR9312021                     | Bois des Ayes |
|         | FR9312022                     | Verdon |
|         | FR9312023                     | Bec de Crigne |
|         | FR9312025                     | Basse Vallée du Var |
|         | FR9312026                     | Sainte-Baume occidentale |
|         | FR9400568                     | Cap Corse nord et île Finocchiarola, Giraglia et Capense (côte de Macinaggio à Centuri)                                                 |
|         | FR9400569                     | Crêtes du Cap corse, vallon de Sisco |
|         | FR9400572                     | Mucchiatana |
|         | FR9400573                     | Massif du San Pedrone (Castagniccia) |
|         | FR9400574                     | Porto/Scandola/Revellata/Calvi/Calanches de Piana (zone terrestre et marine)                                                            |
|         | FR9400575                     | Caporalino Monte Sant Angelo di Lano-Pianu Maggiore                                                                                     |
|         | FR9400576                     | Massif montagneux du Cinto |
|         | FR9400577                     | Rivière et vallée du Fango |
|         | FR9400578                     | Massif du Rotondo |
|         | FR9400579                     | Monte d'Oro / Vizzavona |
|         | FR9400580                     | Marais del Sale, zones humides périphériques et forêt littorale de Pinia                                                                |
|         | FR9400581                     | Étang de Palo et cordon dunaire |
|         | FR9400582                     | Plateau du Coscione et massif de l'Incudine                                                                                             |
|         | FR9400584                     | Marais de Lavu Santu et littoral de Fautea                                                                                              |
|         | FR9400585                     | Iles Pinarellu et Roscana |
|         | FR9400587                     | Iles Cerbicale et frange littoral |
|         | FR9400588                     | Suberaie de Ceccia/Porto-Vecchio |
|         | FR9400590                     | Tre Padule de Suartone, Rondinara |
|         | FR9400591                     | Plateau de Pertusato/ Bonifacio et îles Lavezzi                                                                                         |
|         | FR9400592                     | Ventilegne-la Trinite de Bonifacio-Fazzio                                                                                               |
|         | FR9400593                     | Roccapina-Ortolo |
|         | FR9400594                     | Sites à Anchusa crispa de l'embouchure du Rizzanese et d'Olmeto                                                                         |
|         | FR9400595                     | Iles Sanguinaires, plage de Lava et Punta Pellusella                                                                                    |
|         | FR9400597                     | Défilé de l'Inzecca |
|         | FR9400598                     | Massif du Tenda et forêt de Stella |
|         | FR9400599                     | Strettes de St Florent |
|         | FR9400600                     | Crêtes de Teghime-Poggio d'Oletta |
|         | FR9400601                     | Aliso-Oletta |
|         | FR9400602                     | Basse vallée du Tavignano |
|         | FR9400604                     | Station d'Anchusa Crispa de Cannella |
|         | FR9400606                     | Pinarellu : dunes et étangs de Padulatu et Padulatu Tortu                                                                               |
|         | FR9400607                     | Baie de San Ciprianu : étangs d'Arasu et îles San Ciprianu et ilot Cornuta                                                              |
|         | FR9400609                     | Iles et pointe Bruzzi, étangs de Chevanu et d'Arbitru                                                                                   |
|         | FR9400610                     | Embouchure du Taravo, plage de Tenutella et étang de Tanchiccia                                                                         |
|         | FR9400611                     | Massif du Renoso |
|         | FR9400612                     | Punta Calcina |
|         | FR9400613                     | Cavités à chauves-souris de Castifao, muraccIole, Olmeta di Tuda et Coggia-Temuli                                                       |
|         | FR9400614                     | Région de Furiani et monte Canarinco |
|         | FR9400615                     | Delta de l'Oso, punta di Benedettu et Mura dell'Unda                                                                                    |
|         | FR9400616                     | Junipéraie de Porto Pollo et plage de Cupabia                                                                                           |
|         | FR9400617                     | Dunes de Prunete-Canniccia |
|         | FR1110795                     | pădurea Fontainebleau |
|         | FR9101389                     | Q1307926 |
|         | FR7300850                     | Gorges de la Dourbie |
|         | FR9101452                     | Massif de la Malepère |
|         | FR9301499                     | Clarée |
|         | FR9110081                     | Gorges du Gardon |
|         | FR9400603                     | Rivière de la Solenzara |
|         | FR2100305                     | Forêt d'Orient |
|         | FR8301042                     | Q1475954 |
|         | FR9301605 FR9310067           | Montagne Sainte Victoire |
|         | FR5300023                     | Archipel des Glénan |
|         | FR9101490                     | Fenouillèdes |
|         | FR9301559 FR9310035           | Parcul Național Mercantour |
|         | FR4211790                     | Forêt de Haguenau |
|         | FR9101483 FR9112023           | Massif des Albères |
|         | FR9301506                     | Valgaudemar |
|         | FR8201708                     | Mont de Grange |
|         | FR8201783                     | Massif de la Vanoise |
|         | FR5200659 FR5400446 FR5410100 | Marais Poitevin |
|         | FR7412003                     | Plateau de Millevaches |
|         | FR9301585                     | Masivul Luberon |
|         | FR2402001                     | Sologne |
|         | FR2110002                     | Lac du Der |
|         | FR9310110                     | Plaine des Maures |
|         | FR9402017                     | Golfe d'Ajaccio |
|         | FR7200728                     | Lagunes de Brocas |
|         | FR2100286                     | Q16508911 |
|         | FR5300041                     | Vallée de l'Aulne |
|         | FR9400608                     | Q16662952 |
|         | FR4100157                     | Plateau de Malzéville |
|         | FR2400550                     | Q17346974 |
|         | FR2100315                     | Forêt de Trois-Fontaines |
|         | FR4112003                     | Munții Vosgi |
|         | FR5300021 FR5310056           | Baie d'Audierne |
|         | FR9101478                     | Le Tech |
|         | FR7200677                     | Estuarul Gironde |
|         | FR7300849 FR9101380           | Gorges de la Jonte |
|         | FR5310092                     | Rivière de Pénerf |
|         | FR9301537                     | Montagne de Lure |
|         | FR9312013 FR9301594           | Les Alpilles |
|         | FR2502002                     | Q21427020 |
|         | FR1112001                     | Massif de Villefermoy |
|         | FR5412018                     | Plaines du Mirebalais et du Neuvillois                                                                                                  |
|         | FR2500079 FR2510037           | Chausey |
|         | FR9310020                     | Insulele de Aur |
|         | FR1112003                     | Q2921411 |
|         | FR4301306 FR4312008           | Bresse jurassienne |
|         | FR1102013                     | Carrière de Guerville |
|         | FR7401129                     | Vallée de la Creuse |
|         | FR7300868                     | Causse Comtal |
|         | FR9101383                     | Causse de Blandas |
|         | FR5200635                     | Q2943356 |
|         | FR5200634                     | Cavités souterraines de l'Hôtel Hervé                                                                                                   |
|         | FR9112016                     | Étang de Capestang |
|         | FR2600959                     | Milieux forestiers du Châtillonnais avec marais tufeux et sites à sabot de Vénus                                                        |
|         | FR7212011                     | Col de Lizarrieta |
|         | FR5400420                     | Côteaux du Montmorélien |
|         | FR7210031                     | Courant d'Huchet |
|         | FR9400570                     | Agriates |
|         | FR5210103 FR5200621           | Estuaire de la Loire |
|         | FR5300034 FR5310074           | Estuaire de la Vilaine |
|         | FR2302002                     | Forêt d'Eawy |
|         | FR2410018                     | Forêt d'Orléans |
|         | FR7200753                     | Forêt d'Iraty |
|         | FR1112011 FR1100796           | Massif de Rambouillet et zones humides proches                                                                                          |
|         | FR8301025                     | Forêt des Colettes |
|         | FR2300145                     | Forêt de Lyons |
|         | FR4312003 FR4301320           | Forêt du Massacre |
|         | FR9101388                     | Gorges de l'Hérault |
|         | FR7412001                     | Gorges de la Dordogne |
|         | FR8312009 FR8212014           | Gorges de la Loire |
|         | FR9301547                     | Grand Coyer |
|         | FR8201756                     | Q3128614 |
|         | FR4201812                     | Q3190134 |
|         | FR5200625                     | Lac de Grand-Lieu |
|         | FR8201634                     | Lande tourbeuse des Oignons |
|         | FR8201718                     | Les Usses |
|         | FR3112003                     | Marais Audomarois |
|         | FR7210063                     | Domaine d'Orx |
|         | FR5202009 FR5212001           | Marais de Goulaine |
|         | FR8201668                     | Q3287391 |
|         | FR5400429                     | Q3287397 |
|         | FR5400432                     | Marais de la Seudre |
|         | FR2500092                     | Marais du Grand Hazé |
|         | FR2600963                     | Marais tufeux du Châtillonnais |
|         | FR9101453 FR9110080           | Massif de la Clape |
|         | FR4312021 FR4301318           | Massif de la Serre |
|         | FR9101475                     | Massif du Canigou |
|         | FR9301610                     | Cap Sicie - Six Fours |
|         | FR8212015 FR8202004           | Mont Colombier |
|         | FR8301019                     | Monts de la Madeleine |
|         | FR8301030                     | Monts du Forez |
|         | FR5212013                     | Mor Braz |
|         | FR9112009                     | Pays de Sault |
|         | FR2410010                     | Petite Beauce |
|         | FR4312013 FR4301334           | Petite montagne du Jura |
|         | FR9101357                     | Q30740118 |
|         | FR9301617                     | Montagne de Malay |
|         | FR9101355                     | Montagne de la Margeride |
|         | FR8301084                     | Mont Bar |
|         | FR8301040                     | Cézallier |
|         | FR9101464                     | Château de Salses |
|         | FR1100798                     | La Bassée |
|         | FR5412024                     | Plaine de Néré à Bresdon |
|         | FR5412021                     | Plaine de Villefagnan |
|         | FR5412023                     | Plaines de Barbezières à Gourville |
|         | FR8201660                     | Plateau de Montselgues |
|         | FR5402012                     | Plateau de Rochebonne |
|         | FR9312012                     | Plateau de Valensole |
|         | FR9312009                     | Plateau de l'Arbois |
|         | FR9101414                     | Posidonies du cap d'Agde |
|         | FR2410015                     | Prairies du Fouzon |
|         | FR8201632                     | Prairies humides et forêts alluviales du Val de Saône                                                                                   |
|         | FR5400434                     | Presqu'ile d'Arvert |
|         | FR5310094                     | Rade de Lorient |
|         | FR2300121                     | Estuaire de la Seine |
|         | FR4100204                     | Secteur du Tanet Gazon du Faing |
|         | FR7210029                     | Marais de Bruges |
|         | FR4100196                     | Massif du Grand Ventron |
|         | FR7212001                     | Site d'Arjuzanx |
|         | FR8312007                     | Sologne bourbonnaise |
|         | FR2100278                     | Q3541896 |
|         | FR9102008                     | Valdonnez |
|         | FR5400473                     | Vallée de l'Antenne |
|         | FR8212032 FR8201715           | Vallée de l'Arve |
|         | FR9412007                     | Vallée du Regino |
|         | FR1102007                     | Rivière du Vannetin |
|         | FR4201799                     | Vosges du nord |
|         | FR7200725                     | Zone humide du Métro |
|         | FR9410101 FR9400571           | Étang de Biguglia |
|         | FR1110025                     | Etang de Saint Quentin |
|         | FR5212007                     | Q3591765 |
|         | FR9101412 FR9110034           | Étang du Bagnas |
|         | FR9101410                     | Étangs palavasiens |
|         | FR8212012                     | Île de la Platière |
|         | FR9410022                     | Iles Cerbicale |
|         | FR8201637                     | Marais de Lavours |
|         | FR9410109                     | Aiguilles de Bavella |
|         | FR5300019                     | Presqu'Ile de Crozon |
|         | FR2100332 FR2110091           | Étang de la Horre |
|         | FR2300146                     | Bois de la Roquette |
|         | FR4100186                     | Forêt de Dieulet |
|         | FR9400583                     | Forêt de l'Ospedale |
|         | FR7300951                     | Forêt de la Grésigne |
|         | FR2502019                     | Anse de Vauville |
|         | FR9301998                     | Baie de la Ciotat |
|         | FR2400558 FR2410024           | Domaine de Chambord |
|         | FR3110085                     | Capul Gris-Nez |
|         | FR8212003                     | Q63348873 |
|         | FR5300043                     | Guissény |
|         | FR7312004                     | Puydarrieux |
|         | FR8301039                     | Artense |
|         | FR4312005                     | Forêt de Chaux |
|         | FR9302003                     | Gorges de la Nesque |
|         | FR9301995                     | Cap Martin |
|         | FR2500077 FR2510048           | Q803717 |
|         | FR2112011                     | Bassigny |
|         | FR5300032                     | Belle-Île-en-Mer |
|         | ES5130003                     | Alt Pallars |
|         | FR7200781                     | Râul Gave de Pau |
|         | FR5300005                     | Forêt de Paimpont |
|         | FR5302007                     | Chaussée de Sein |
|         | FR7200752                     | Q8553702 |
|         | FR9301613                     | Rade d'Hyères |
|         | FR8201653                     | Q89554738 |
|         | FR8201640                     | Revermont et gorges de l'Ain |
|         | FR8201642                     | Plateau du Retord et chaîne du Grand Colombier                                                                                          |
|         | FR8202006                     | Prairies humides et forêts alluviales du Val de Saône aval                                                                              |
|         | FR2600972                     | Pelouses calcicoles du Mâconnais |
|         | FR9402012                     | Capo di feno |
|         | FR7401138                     | Etang de la Pouge |
|         | FR9400586                     | Q108077744 |
|         | FR9101381 FR9112014           | Causse Noir |
|         | FR9101379                     | Causse Méjean |
|         | FR4201802                     | Champ du Feu |
|         | FR8301052                     | Chaîne des Puys |
|         | FR8212002                     | Écozone du Forez |
|         | FR2100620                     | L'Apance |
|         | FR5200650                     | Forêt de Sillé |
|         | FR8201709                     | Cornettes de Bise |
|         | FR2300125                     | Boucles de la Seine Amont, Coteaux d'Orival                                                                                             |
|         | FR2300128                     | Vallée de l'Eure |
|         | FR5300024                     | Rivière Elorn |
|         | FR8201722                     | Zones humides du Bas Chablais |
|         | FR7310088                     | Circul glaciar Gavarnie |
|         | FR2100338                     | Dampierre |
|         | FR9102006                     | Grotte du Trésor |
|         | FR7200660                     | La Dordogne |
|         | FR7300898                     | Vallée de la Dordogne quercynoise |
|         | FR1100803                     | Tourbières et prairies tourbeuses de la forêt d'Yveline                                                                                 |
|         | FR2100341                     | Ardoisières de Monthermé et de Deville                                                                                                  |
|         | FR2302008                     | Les grottes du mont Roberge |
|         | FR8201635                     | Dombes |
|         | FR9412001                     | Q125678744 |
|         | FR5312002                     | Q125678841 |
|         | FR9301546                     | Lac Saint-Léger |
|         | FR4301317                     | Vallons forestiers, rivières, ruisseaux, milieux humides et temporaires de la forêt de Chaux                                            |
|         | FR4301321                     | Reculée des Planches près Arbois |
|         | FR4301322                     | Reculées de la Haute Seille |
|         | FR4301323 FR4312007           | Basse vallée du Doubs |
|         | FR4301327 FR4312022           | Étival - Assencière |
|         | FR4301328                     | Entrecôtes du Milieu - Malvaux |
|         | FR4301330 FR4312027           | Complexe des Sept Lacs du Jura |
|         | FR4301331 FR4312012           | Vallées et côtes de la Bienne, du Tacon et du Flumen                                                                                    |
|         | FR4301332                     | Forêts, corniches calcaires, ruisseaux et marais de Vulvoz à Viry                                                                       |
|         | FR4301338 FR4312014           | Pelouses de la région vésulienne et vallée de la Colombine                                                                              |
|         | FR4301340                     | Pelouses de Champlitte, étang de Theuley-les-Vars                                                                                       |
|         | FR4301342                     | Vallée de la Saône |
|         | FR4301344 FR4312015           | Vallée de la Lanterne |
|         | FR4301345                     | Réseau de cavités à Rhinolophes de la région de Vesoul (4 cavités)                                                                      |
|         | FR4301346                     | Plateau des mille étangs |
|         | FR4301347                     | Forêts, landes et marais des Ballons d'Alsace et de Servance                                                                            |
|         | FR4301348                     | Piémont vosgien |
|         | FR4301350                     | Étangs et Vallées du Territoire de Belfort                                                                                              |
|         | FR4302001                     | Côte de Mancy |
|         | FR4301351                     | Réseau de cavités à Minioptères de Schreibers en Franche-Comté (6 cavités)                                                              |
|         | FR4312004                     | Réserve naturelle des ballons comtois en Franche-Comté                                                                                  |
|         | FR4312010                     | Moyenne vallée du Doubs |
|         | FR4312016                     | Reculées de la haute Seille |
|         | FR4312018                     | Pelouses de Champlitte, étang de Theuley-lès-Vars                                                                                       |
|         | FR4312019                     | Étangs et vallées du Territoire de Belfort                                                                                              |
|         | FR4312023                     | Entrecôtes du Milieu-Malvaux |
|         | FR4312024                     | Piémont Vosgien |
|         | FR4312025 FR4301321           | Reculée des Planches près d'Arbois |
|         | FR4312028                     | Plateau des mille Etangs |
|         | FR5200623                     | Grande Brière et marais de Donges |
|         | FR5200627                     | Marais salants de Guérande, traicts du Croisic et dunes de Pen-Bron                                                                     |
|         | FR5200628                     | Forêt, étang de Vioreau et étang de la Provostière                                                                                      |
|         | FR5200630                     | Basses vallées angevines, aval de la rivière Mayenne et prairies de la Baumette                                                         |
|         | FR5200633                     | Cavités souterraines le Buisson et la Seigneurerie (Chemellier)                                                                         |
|         | FR5200636                     | Cave Prieur et cave du Château (Cunault)                                                                                                |
|         | FR5200639                     | Vallée de l'Erve en aval de Saint-Pierre-sur-Erve                                                                                       |
|         | FR5200640                     | Forêt de Multonne, corniche de Pail |
|         | FR5200645                     | Vallée du Rutin, coteau de Chaumiton, étang de Saosnes et forêt de Perseigne                                                            |
|         | FR9400618                     | Marais et tourbières du Valdo et de Baglietto                                                                                           |
|         | FR9400619                     | Campo dell'Oro (Ajaccio) |
|         | FR9402001                     | Campomoro-Senetosa |
|         | FR9402002                     | Forêt Territoriale de Rospa-Sorba (partie sud-est)                                                                                      |
|         | FR9402003                     | Forêt territoriale du Fium'Orbu (partie sud-est)                                                                                        |
|         | FR9402004                     | Chênaie verte et junipéraie de la Tartagine                                                                                             |
|         | FR9402005                     | Chataîgneraies et ruiseaux de Castagniccia                                                                                              |
|         | FR9402006                     | Stations à choux insulaires de Barbaggio et Poggio d'Oletta                                                                             |
|         | FR9402007                     | Site à Botrychium simple et châtaigneraies du Bozzio                                                                                    |
|         | FR9402008                     | Lac de Créno |
|         | FR9402009                     | Mare temporaire de Musella/Bonifacio |
|         | FR9402010                     | Baie de Stagnolu, golfu di Sognu, Golfe de Porto-Vecchio                                                                                |
|         | FR9402011                     | Anciennes galeries de mines de lozari/Belgodere(site à chauves-souris)                                                                  |
|         | FR9402013 FR9412009           | Plateau du Cap Corse |
|         | FR9402014                     | Grand herbier de la côte orientale |
|         | FR9402015                     | Bouches de Bonifacio, Iles des Moines                                                                                                   |
|         | FR9402016                     | Pointe de Senetosa et prolongements |
|         | FR9402018                     | Cap rossu, Scandola, Pointe de la Reveletta, Canyon de Calvi                                                                            |
|         | FR9402019                     | Grands dauphins de l'Agriate |
|         | FR9402020                     | Récifs du mont sous-marin d'Ajaccio et des affleurements rocheux de Valinco                                                             |
|         | FR9402021                     | Récifs du mont sous-marin de l'Agriate                                                                                                  |
|         | FR9410021                     | Iles Lavezzi, Bouches de Bonifacio |
|         | FR9410023                     | Golfe de Porto et presqu'île de Scandola                                                                                                |
|         | FR9410084                     | Vallée de la Restonica |
|         | FR9410096                     | Iles Sanguinaires, golfe d'Ajaccio |
|         | FR9410097                     | Iles Finocchiarola et Côte Nord |
|         | FR9410107                     | Haute vallée d'Asco, forêt de Tartagine et aiguilles de Popolasca                                                                       |
|         | FR9410113                     | Forêts Territoriales de Corse |
|         | FR9412002                     | Haute vallée de la Scala di Santa Regina                                                                                                |
|         | FR9412003                     | Cirque de Bonifatu |
|         | FR9412004                     | Haute vallée du Fango |
|         | FR9412005                     | Haute vallée du Fium Grossu |
|         | FR9412006                     | Haute vallée du Verghello |
|         | FR9412008                     | Chênaies et pinèdes de Corse |
|         | FR9412010                     | Capu Rossu , Scandola, revellata, Calvi                                                                                                 |
|         | FR9412011                     | Oiseaux marins de l'Agriate |
|         | FR8212028 FR8202003           | Q2278086 |
|         | FR9301580                     | Mont Ventoux |
|         | FR5202010                     | Plateau du Four |
|         | FR5400405                     | Côteaux calcaires entre les Bouchauds et Marsac                                                                                         |
|         | FR5300048                     | Marais de Mousterlin |
|         | FR9101406                     | Petite Camargue |
|         | FR5300015 FR5310073           | Baie de Morlaix |
|         | FR5200658                     | Q24937505 |
|         | FR8301044                     | Auzelles |
|         | FR5400407                     | Grotte de Rancogne |
|         | FR5200646                     | Alpes Mancelles |
|         | FR2612001                     | Arrière côte de Dijon et de Beaune |
|         | FR7200774                     | Baie de Chingoudy |
|         | FR9112029                     | Puigmal-Carança |
|         | FR7200720 FR7210077           | Q2885928 |
|         | FR9301549                     | Entraunes |
|         | FR9301606                     | Massif de la Sainte-Baume |
|         | FR9101361                     | Muntele Lozère |
|         | FR8210017                     | Hauts plateaux du Vercors |